# Astérix
« Astérix le Gaulois » redirige ici.  Pour l'album de bande dessinée, voir Astérix le Gaulois (album). Pour le film, voir Astérix le Gaulois (film).
Pour les articles homonymes, voir Astérix (personnage) et Astérix (homonymie).
Pour l’article ayant un titre homophone, voir AsterX.
Astérix, anciennement Astérix le Gaulois, est une série de bande dessinée française créée le 29 octobre 1959 par le scénariste français René Goscinny et le dessinateur français Albert Uderzo dans le no 1 du journal français Pilote. Après la mort de René Goscinny en 1977, Albert Uderzo poursuit seul la série, puis passe la main en 2013 au duo formé de Jean-Yves Ferri (scénario) et de Didier Conrad (dessin). En 2023, la série conserve Didier Conrad comme dessinateur mais c'est Fabcaro qui en assure désormais le scénario. La série compte 40 tomes depuis octobre 2023.
La série met en scène les habitants d'un petit village gaulois d'Armorique qui, en 50 av. J.-C. (peu après la conquête romaine), poursuivent seuls la lutte contre l'envahisseur grâce à une potion magique inventée par leur druide, boisson qui donne une force surhumaine à quiconque en boit. Les personnages principaux de la série sont le guerrier Astérix et le livreur de menhirs Obélix, chargés par le village de déjouer les plans des Romains ou d'aller soutenir tout peuple qui a besoin d'aide contre les Romains.
Publiée dans Pilote de 1959 à 1973, la série est éditée parallèlement en album cartonné, pour les vingt-quatre premiers albums, d'abord aux éditions Dargaud, puis à partir de 1998 aux éditions Hachette, et enfin aux éditions Albert René pour les dix albums suivants. Les ventes cumulées des albums, traduits dans cent dix-sept langues et dialectes, représentent 393 millions d'exemplaires, ce qui en fait la deuxième bande dessinée la plus vendue dans le monde après le manga One Piece,.
La série est avant tout humoristique et parodie principalement la société française contemporaine à travers ses stéréotypes et ses régionalismes, ainsi que des traditions et coutumes emblématiques de pays étrangers. Le comique de répétition est très présent avec notamment le naufrage des pirates. Le dessin est lui semi-réaliste, fortement inspiré de l'école de Marcinelle.

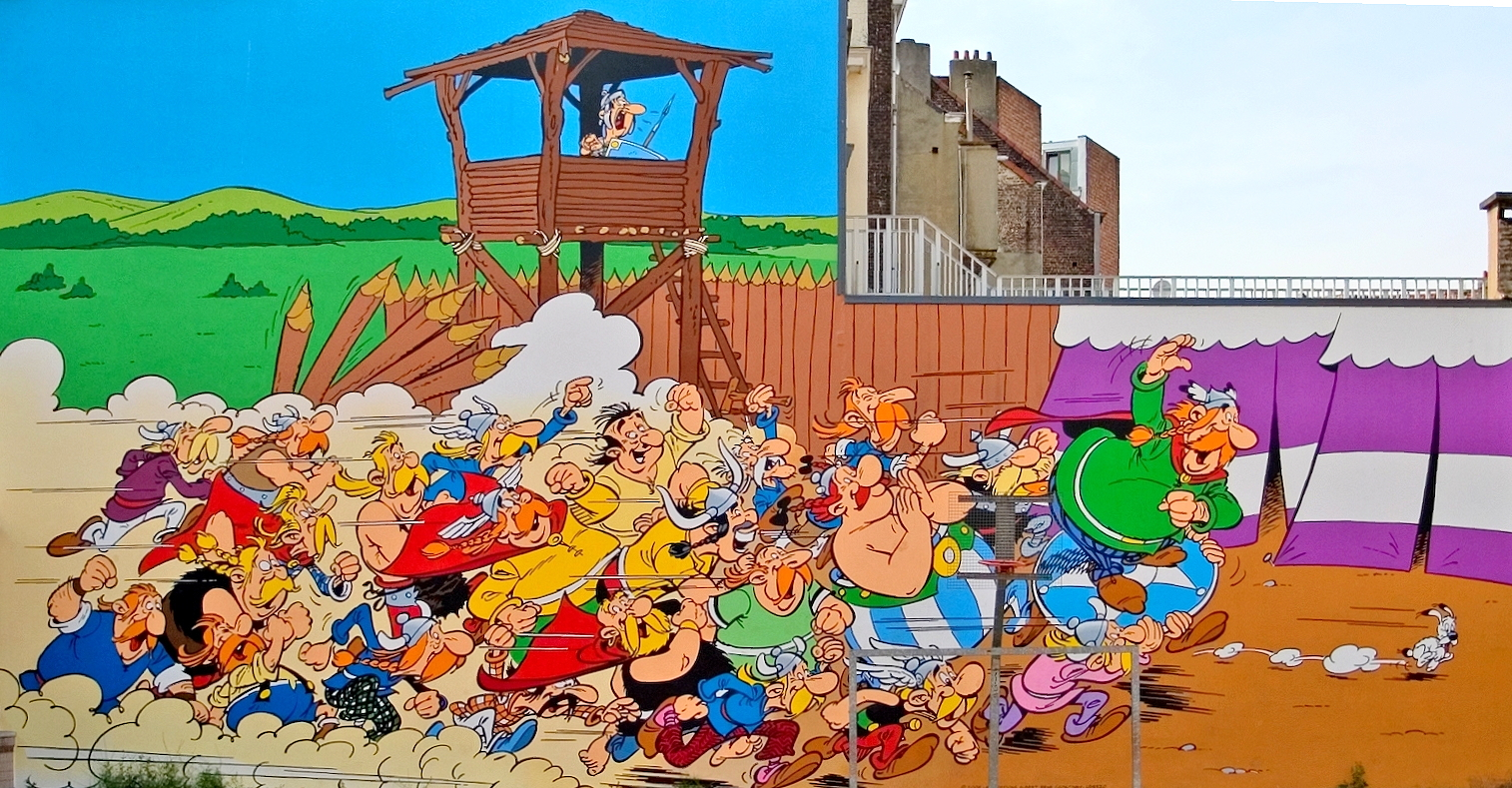
Les villageois du village d'Astérix et leurs alliés, pénétrant dans un camp romain (Astérix en Corse). Fresque sur un mur de la rue de la Buanderie à Bruxelles.

## Synopsis
« Nous sommes en 50 avant Jésus-Christ. Toute la Gaule est occupée par les Romains… Toute ? Non ! Car un village peuplé d'irréductibles Gaulois résiste encore et toujours à l'envahisseur. Et la vie n'est pas facile pour les garnisons de légionnaires romains des camps retranchés de Babaorum, Aquarium, Laudanum et Petibonum… »

— Légende de la carte de la Gaule ouvrant les albums d'Astérix

Fresque avec Astérix, Obélix et Idéfix sur un mur de Leeds en Angleterre.

La légende ainsi que la carte de la Gaule mentionnées ci-dessus ont été supprimées de l'album Astérix et la Transitalique paru en 2017 sans que l'éditeur, Hachette, ne donne d'explication. Ces dernières sont réapparues dans l'album La Fille de Vercingétorix paru en 2019.
Ce village gaulois d'Armorique résiste à l'envahisseur grâce à la potion magique préparée par le druide Panoramix, qui procure momentanément une force surhumaine à qui en boit.
La bande dessinée se focalise principalement sur l'un des habitants de ce village, Astérix, courageux guerrier, qui se sert non seulement de la potion magique, mais aussi de son intelligence pour déjouer les plans de Jules César et défendre son village de l'envahisseur.

Le premier album mis à part, Astérix est accompagné dans toutes ses aventures par son ami Obélix, le seul Gaulois chez qui les effets de la potion magique sont permanents depuis qu’il est tombé dans une marmite de potion lorsqu'il était petit. À partir du cinquième album (Le Tour de Gaule d'Astérix), les deux héros sont accompagnés par Idéfix, un petit chien qu'adopte ensuite Obélix. La série a pour tradition d'alterner les aventures en Gaule et à l'étranger,. 

## Historique

### Création de la série
C'est inspirés par la chanson d'Henri Salvador Faut rigoler (sur des paroles de Boris Vian) que les artistes Goscinny et Uderzo créent leurs personnages Astérix et Obélix.

« Le personnage a été inventé en deux heures par Uderzo et moi, dans un éclat de rire ! »

— René Goscinny
Le duo René Goscinny-Albert Uderzo se forme dès le début des années 1950 et mène rapidement de nombreux projets en commun au sein de l'agence World Press, fondée par Georges Troisfontaines. Leur première collaboration aboutit à la création d'une série humoristique, Oumpah-Pah le Peau-Rouge, qu'ils ne parviennent pas à faire publier. Georges Troisfontaines leur commande alors une rubrique sur la manière de bien se tenir dans le monde, intitulée Qui a raison ?, qu'il place dans l'hebdomadaire féminin Les Bonnes Soirées édité par Dupuis. Uderzo l'illustre de 1951 à 1953 mais Goscinny, lassé du sujet, cesse de fournir des textes en 1952. Le duo crée également les séries Jehan Pistolet, publiée dans le supplément jeunesse de La Libre Belgique à partir de 1952, puis Luc Junior, publiée dans le même journal à partir de 1954.
En 1956, Goscinny et Uderzo, accompagnés du scénariste Jean-Michel Charlier et de Jean Hébrard, quittent World Press pour fonder leurs propres agences de presse et de publicité, Édifrance et Édipresse. En 1959, le publicitaire François Clauteaux lance Pilote, un journal pour les enfants financé par Radio Luxembourg, et charge les quatre associés d'assurer la partie bande dessinée du nouveau périodique. Uderzo et Goscinny se proposent d'abord d'adapter le Roman de Renart et quelques planches sont réalisées pour la maquette du journal. Mais le dessinateur Raymond Poïvet leur apprend que le dessinateur Jean Trubert a déjà réalisé une bande dessinée sur le même thème pour le journal Vaillant. Déçu, le duo cherche une nouvelle idée.
À deux mois de la sortie du journal, ils sont réunis dans l'appartement d'Uderzo à Bobigny, en face du cimetière de Pantin,. Goscinny songe à une bande relevant du « folklore français » et demande à Uderzo de lui énumérer les grandes périodes de l'histoire de France. Ce dernier commence par le paléolithique puis enchaîne sur les Gaulois, une période qui s'impose comme une évidence car inédite en bande dessinée. En quelques heures, les deux compères créent le village gaulois et ses habitants. Goscinny imagine un personnage malin, au petit gabarit, prenant le contre-pied des héros habituels des bandes dessinées de l'époque. Pour satisfaire ses préférences de dessinateur, Uderzo lui adjoint un second rôle au gabarit imposant qui devient, d'un commun accord entre les auteurs, livreur de menhirs. Astérix et Obélix sont nés,.
La série intègre à temps le journal Pilote pour son lancement le 29 octobre 1959. Le premier numéro s'écoule à 300 000 exemplaires et l'histoire intitulée Astérix le Gaulois fait de la série l'une des plus plébiscitées par les lecteurs. Malgré ce succès, le journal manque rapidement d'argent et, pour survivre, il est racheté pour un franc symbolique par Georges Dargaud, ainsi que les séries qui le composent.

### Une série qui monte

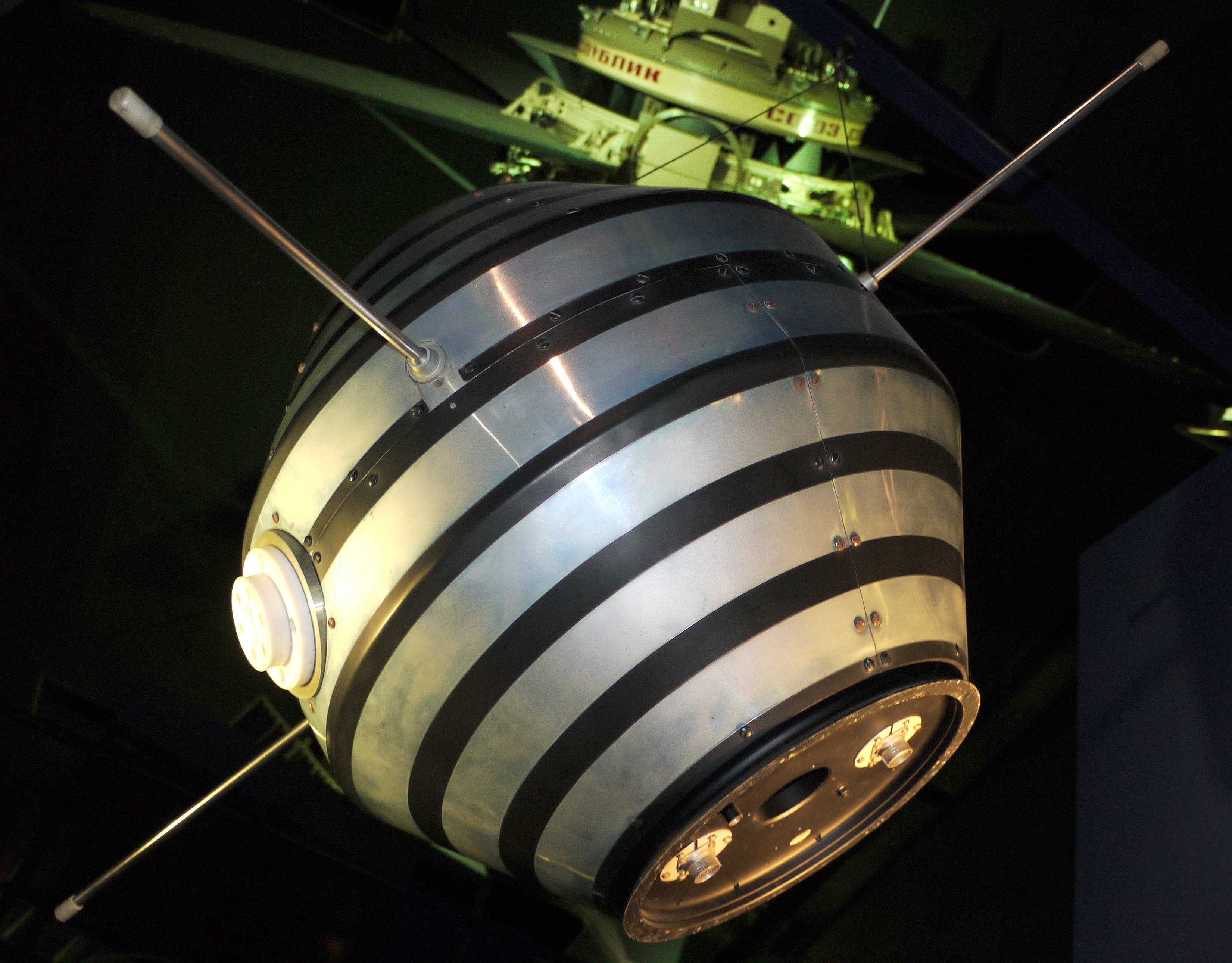
Rançon du succès : le premier satellite français est baptisé Astérix.

Forts du succès d'Astérix le Gaulois, les auteurs enchaînent avec une deuxième histoire intitulée La Serpe d'or, publiée à partir du 11 août 1960 dans Pilote. C'est la première fois que les deux héros s'éloignent des environs du village, pour se rendre à Lutèce afin d'y acheter une nouvelle serpe pour le druide Panoramix. C'est également dans cet épisode que le barde est mis à l'écart pour le banquet final, bâillonné et attaché à un arbre par ses compères qui ne supportent pas son chant, une scène qui deviendra récurrente dans les différents albums d'Astérix. En 1961, un premier album de la série est édité par Hachette dans la « Collection Pilote », reprenant l'intégralité de l'histoire Astérix le Gaulois. Le livre se vend alors à 6 000 exemplaires. La même année, la parution de la troisième histoire, Astérix et les Goths, démarre dans Pilote. C'est la première fois qu'Astérix et Obélix s'aventurent hors de la Gaule.
Devenues la série phare du journal, les aventures des Gaulois occupent presque en continu la place privilégiée de la dernière page pendant quatre années, de 1961 à 1965. Astérix gladiateur, quatrième volet de la série, paraît à partir de mars 1962 et marque l'apparition d'un nouveau gag récurrent. Uderzo et Goscinny y font un clin d’œil à Victor Hubinon et Jean-Michel Charlier et leur série Barbe-Rouge, publiée elle aussi dans Pilote, en faisant croiser la route d'Astérix et Obélix à un équipage de pirates, dont le bateau fait naufrage. Les ventes d'albums explosent : ce quatrième opus atteint la première année 150 000 exemplaires vendus, tandis que les premiers retirages font s'accroître le nombre d'albums mis sur le marché. Le succès d'Astérix dépasse largement le cadre de la bande dessinée : plusieurs journaux réputés sérieux commencent à s'intéresser à la série pendant l'été 1965, tandis que la même année, le premier satellite français lancé dans l'espace est officieusement baptisé Astérix par ses concepteurs.
L'histoire suivante, intitulée Le Tour de Gaule d'Astérix, dont la parution a débuté février 1963, est une caricature des régionalismes français. C'est aussi l'entrée d'un personnage important de la série, le chien Idéfix, qui suit Astérix et Obélix durant toute l'aventure sans que ceux-ci ne le remarquent avant la dernière planche. Un concours est lancé dans les pages de Pilote pour le baptiser.
La sortie du film Cléopâtre, en 1963, l'une des réalisations les plus chères de l'histoire du cinéma, avec la présence d'Elizabeth Taylor dans le rôle-titre, inspire aux deux auteurs le thème de la sixième aventure de la série, Astérix et Cléopâtre, dans laquelle les deux héros se rendent en Égypte en compagnie du druide Panoramix. L'annonce dans Pilote de la parution de cette nouvelle aventure, de même que la couverture originale de l'album, parodient l'affiche du film de Mankiewicz.
L'année suivante, Le Combat des chefs est selon Le Figaro une raillerie de la campagne de l'élection présidentielle en cours, mais évoque aussi, toujours selon le journal, un sujet plus grave : la collaboration pendant la seconde guerre mondiale, en assimilant les Gallo-Romains aux Français qui pactisaient avec l'occupant allemand.

### Un fort succès

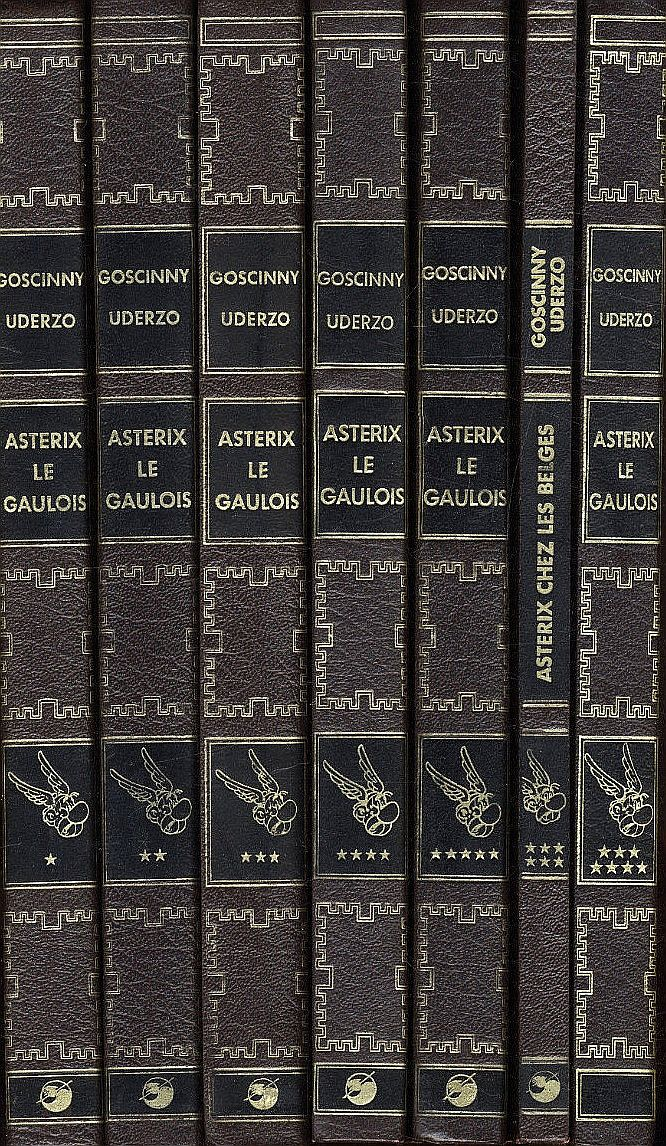
Astérix chez Rombaldi.

L'histoire Astérix chez les Bretons, parue dans Pilote à partir de septembre 1965, confirme le succès grandissant de la série : le tirage initial de l'album s'élève à 400 000 exemplaires, soit le double de l'album précédent. Parallèlement, la direction de Pilote adopte le sous-titre « le journal d'Astérix et d'Obélix » pour son hebdomadaire, signalant ainsi la place prééminente de la série auprès des lecteurs. L'année suivante, dans la neuvième aventure, Astérix et les Normands, ces derniers débarquent en Gaule avec neuf siècles d'avance sur la réalité historique. Les ventes d'album décollent littéralement et 1,2 million d'exemplaires sont vendus en deux jours.
Le premier personnage féminin d'importance majeure, Falbala, fait son apparition la même année alors que commence la parution de la dixième aventure, Astérix légionnaire. L'histoire suivante, Le Bouclier arverne, publiée dès le mois de juin 1967, aborde une nouvelle fois le thème de la collaboration sous l'occupation.
À la fin de l'année 1967, la première adaptation des aventures d'Astérix en dessin animé sort sur les écrans. Astérix le Gaulois, produit par les studios Belvision à l'insu des deux auteurs de la série et avec la complicité de Georges Dargaud, réunit 2 415 920 spectateurs, contribuant ainsi à faire connaître les aventures du Gaulois à un public encore plus élargi,. Alors qu'une deuxième adaptation est en cours de production chez Belvision, à partir de l'album La Serpe d'or, Uderzo et Goscinny opposent cette fois-ci leur veto et parviennent à convaincre Dargaud de financer un projet plus ambitieux, l'adaptation d'Astérix et Cléopâtre, un long métrage dont ils superviseront l'intégralité de la direction artistique. À sa sortie en 1968, le film est un nouveau succès, avec près de deux millions d'entrées en salle.

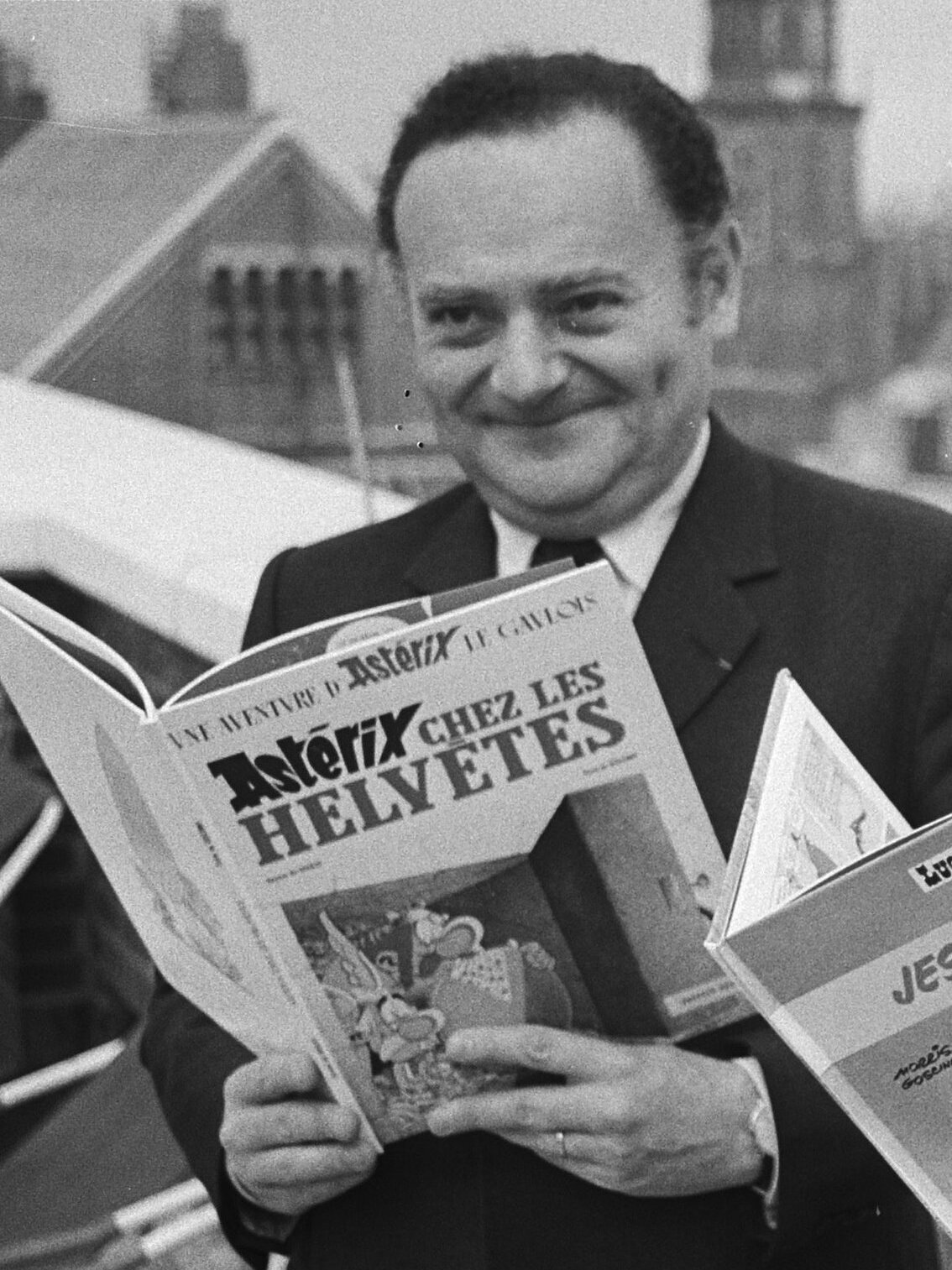
René Goscinny tient dans ses mains un exemplaire de l'album Astérix chez les Helvètes.

Parallèlement, le duo Goscinny-Uderzo poursuit l'écriture de nouvelles aventures : les auteurs s'inspirent de l'actualité pour rédiger le scénario de Astérix aux Jeux olympiques, en l'occurrence les Jeux olympiques d'été de 1968 à Mexico. Cette histoire permet à Albert Uderzo de démontrer ses talents de dessinateur réaliste à travers la représentation des villes d'Athènes et d'Olympie. L'album aborde également un sujet qui fait polémique à l'époque de la création de la série, la question du dopage, soulevée par l'utilisation de la potion magique. Le montant élevé de leurs impôts, dû au succès de la série, leur aurait inspiré le scénario d'Astérix et le Chaudron, treizième épisode d'Astérix.
Suit Astérix en Hispanie, une parodie de l'Espagne des années 1960, envahie par les touristes en été, puis La Zizanie, qui s'inspire des événements survenus au sein de la rédaction de Pilote en mai 1968. Violemment contesté, René Goscinny, alors rédacteur en chef du journal, est victime d'une fronde de jeunes auteurs, menée par Jean Giraud, pour prendre le pouvoir au sein de la rédaction. C'est également dans cet épisode qu'il est donné pour la première fois une réelle importance aux personnages féminins, dont l'épouse du chef, Bonemine. Toutes s'apparentent à des mégères avides de ragots, au physique peu flatteur, à l'exception de la jeune et coquette compagne du doyen du village, Agecanonix, ce qui vaut aux auteurs un certain nombre d'accusations de misogynie. L'histoire suivante, Astérix chez les Helvètes leur est directement suggérée par Georges Pompidou, alors premier ministre. Albert Uderzo précise : « Nous n’avons pas réalisé cet album tout de suite, pour ne pas lui faire croire que c’était son idée qui avait fait du chemin. On a sa dignité, dans la BD ! ». Dans cette aventure, les Gaulois font cause commune avec les Romains : sur fond de corruption, ils viennent en aide à un questeur romain contre un gouverneur qui détourne les impôts à son profit.
Les deux auteurs poursuivent la critique de la société française au fil des aventures. En 1971, c'est à partir de la polémique qui s'ouvre avec le bétonnage des bords de plage français que naît l'histoire Le Domaine des dieux, dans laquelle César a l'idée de faire disparaître la forêt autour du village en construisant un complexe immobilier, afin d'isoler les Gaulois. Dans Les Lauriers de César, ce sont les nouveaux riches qui sont brocardés, en la personne d'Homéopatix, le beau-frère du chef Abraracourcix. Le Devin, dix-neuvième volet des aventures d'Astérix, pointe la crédulité de la plupart des habitants du village, victime d'un charlatan ayant fait alliance avec les Romains, le devin Prolix.
Le 31 mai 1973 commence la parution d'une nouvelle histoire, Astérix en Corse, qui est d'ailleurs la dernière aventure d'Astérix à paraître dans les colonnes de l'hebdomadaire Pilote. En 14 ans, 880 pages du journal auront été consacrées à la série. Pour l'occasion, les auteurs effectuent leur premier voyage d'étude sur place. L'album offre un concentré de stéréotypes nourris sur les Corses, de la pratique de l'omertà à la prétendue paresse des insulaires en passant par leur susceptibilité.

### L'aprèsPilote

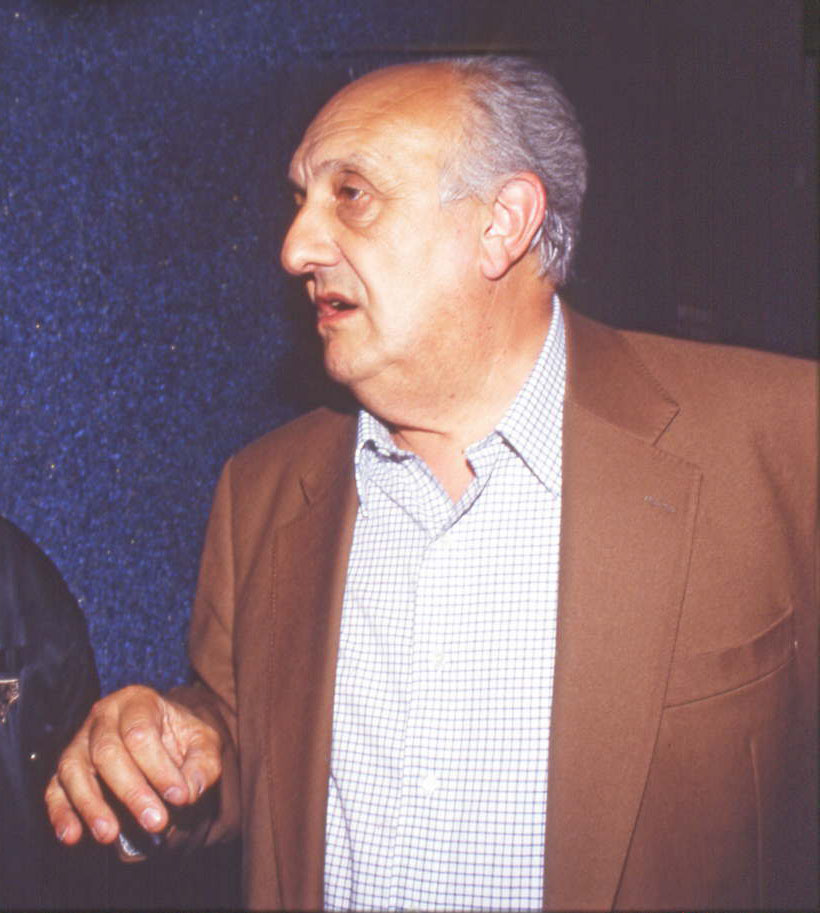
Pierre Tchernia participe à l'écriture des scénarios des dessins animés Astérix.

L'année 1974 marque la fondation des Studios Idéfix, qui aboutissent à la sortie du troisième dessin animé de la série, Les Douze Travaux d'Astérix, deux années plus tard. Contrairement aux deux précédents films, celui-ci n'est pas issu de l'adaptation d'un album, mais de l'écriture d'un scénario original par René Goscinny, épaulé par Pierre Tchernia. En 1974 sort également le vingt et unième album d'Astérix, intitulé Le Cadeau de César, dont le quotidien Le Monde fait son feuilleton d'été, Cet épisode raconte les rivalités qui peuvent apparaître au cours d'une élection locale. Le duel politique qui oppose le chef Abraracourcix à un nouveau venu dans le village, nommé Orthopédix, est un clin d’œil à la campagne électorale qui oppose Valéry Giscard d'Estaing à François Mitterrand lors de l'élection présidentielle de 1974. Astérix et Obélix partent ensuite à la découverte de l'Amérique, dans La Grande Traversée, parue en 1975. La vingt-troisième aventure d'Astérix, dont la prépublication est assurée par Le Nouvel Observateur, tourne en dérision l'économie libérale. Dans cet épisode, intitulé Obélix et Compagnie, un jeune technocrate romain tente d'introduire la loi de l'offre et de la demande dans le village gaulois, ce qui crée une rivalité entre les habitants, chacun voulant devenir le plus riche et le plus puissant du village.
En 1977, un contentieux oppose René Goscinny à son ami et éditeur Georges Dargaud, concernant notamment la gestion des droits étrangers d'Astérix, dans laquelle l'auteur s'estime lésé. Goscinny envisage alors la création d'une maison d'autoédition et demande à Albert Uderzo de suspendre la réalisation des planches de l'épisode suivant de la série, Astérix chez les Belges. Le 5 novembre 1977, René Goscinny meurt brutalement d'une crise cardiaque alors qu'il effectue un test d'effort dans une clinique,. Albert Uderzo mène seul le projet de Goscinny : en 1979, il achève l'album Astérix chez les Belges, puis il crée Les Éditions Albert René, financées à hauteur de 20 % par Gilberte Goscinny, la veuve du défunt.

### Uderzo seul

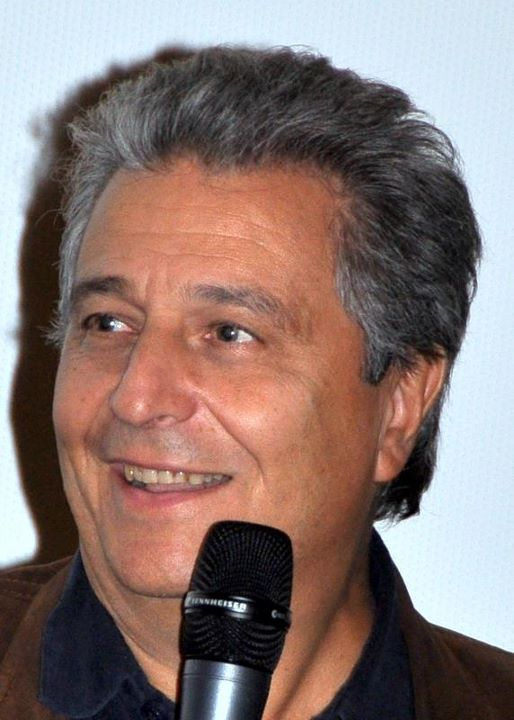
Christian Clavier interprète le rôle d'Astérix au cinéma.

Contre Georges Dargaud qui considère après la tragique disparition de Goscinny qu'Astérix est mort avec son auteur, Albert Uderzo s'efforce de poursuivre le travail accompli depuis la fin des années 1950 et assure lui-même l'écriture du scénario des albums suivants. Sa première histoire est Le Grand Fossé, qui paraît en 1980 et qui est une référence indirecte au Mur de Berlin qui sépare alors la ville en deux, à l'image du village gaulois traversé par un fossé dans l'album en question. L'année suivante, L'Odyssée d'Astérix est l'occasion pour l'auteur de dénoncer les marées noires qui font l'actualité avec le naufrage du Tanio qui souille les plages de l'Île de Batz. Suivent Le Fils d'Astérix en 1983, puis Astérix chez Rahàzade en 1987, une histoire inspirée des Mille et Une Nuits et qui se déroule pour une grande partie en Inde. Avec La Rose et le Glaive qui sort en 1991, Albert Uderzo répond une nouvelle fois aux accusations de misogynie envers la série : une barde remplace Assurancetourix et entraîne une révolution féministe au sein du village. C'est également la première fois que le tirage initial de l'album atteint deux millions d'exemplaires.
Alors que la série, véritable succès éditorial, ne cesse de battre des records de vente, Albert Uderzo s'attire peu à peu les critiques de la presse quant aux scénarios de ses aventures, jugés peu aboutis. En 1996, dans La Galère d'Obélix, un album qui mène les héros jusqu'à l'Atlantide, Obélix boit une pleine marmite de potion magique, ce qui le transforme en statue de pierre avant de physiquement redevenir un enfant. Dans Astérix et Latraviata, paru en 2001, ce sont les parents des deux héros qui apparaissent et dans Le ciel lui tombe sur la tête, Uderzo introduit une dose de science-fiction dans l'histoire avec la venue d'extra-terrestres au village. Ce dernier album sort en 2005, mais entretemps paraît Astérix et la Rentrée gauloise, un album regroupant quatorze histoires courtes parues à diverses époques dont une inédite.
Parallèlement, Astérix devient un héros de cinéma : le film Astérix et Obélix contre César réalisé par Claude Zidi sort en salle en 1999. Avec un budget annoncé à 275 millions de francs, il devient à l'époque la plus grosse production de langue française de tous les temps. Porté par des comédiens renommés comme Christian Clavier dans le rôle d'Astérix, Gérard Depardieu dans le rôle d'Obélix ou encore Roberto Benigni, le film réalise 9 millions d'entrées en France et 24 millions dans le monde entier, mais l'accueil de la presse est plus mitigé,.
En 2006, les albums sont réédités : les couleurs sont refaites et les dessins de couverture modernisés.
En 2008, alors qu'il a hissé sa maison d'édition au 63e rang des éditeurs français, Albert Uderzo cède 60 % des parts de sa société au groupe Hachette, qui récupère ainsi les droits sur l'intégralité de la série. Uderzo retourne à sa table de dessin pour signer un nouvel album, L'Anniversaire d'Astérix et Obélix - Le Livre d'or, qui paraît en 2009 pour célébrer le cinquantenaire de la série. Dans cet album d'histoires courtes, le lecteur découvre Astérix et ses amis villageois vieillis de 50 ans, ainsi que de nombreuses parodies et détournements d’œuvres d'art.

### L'après Uderzo

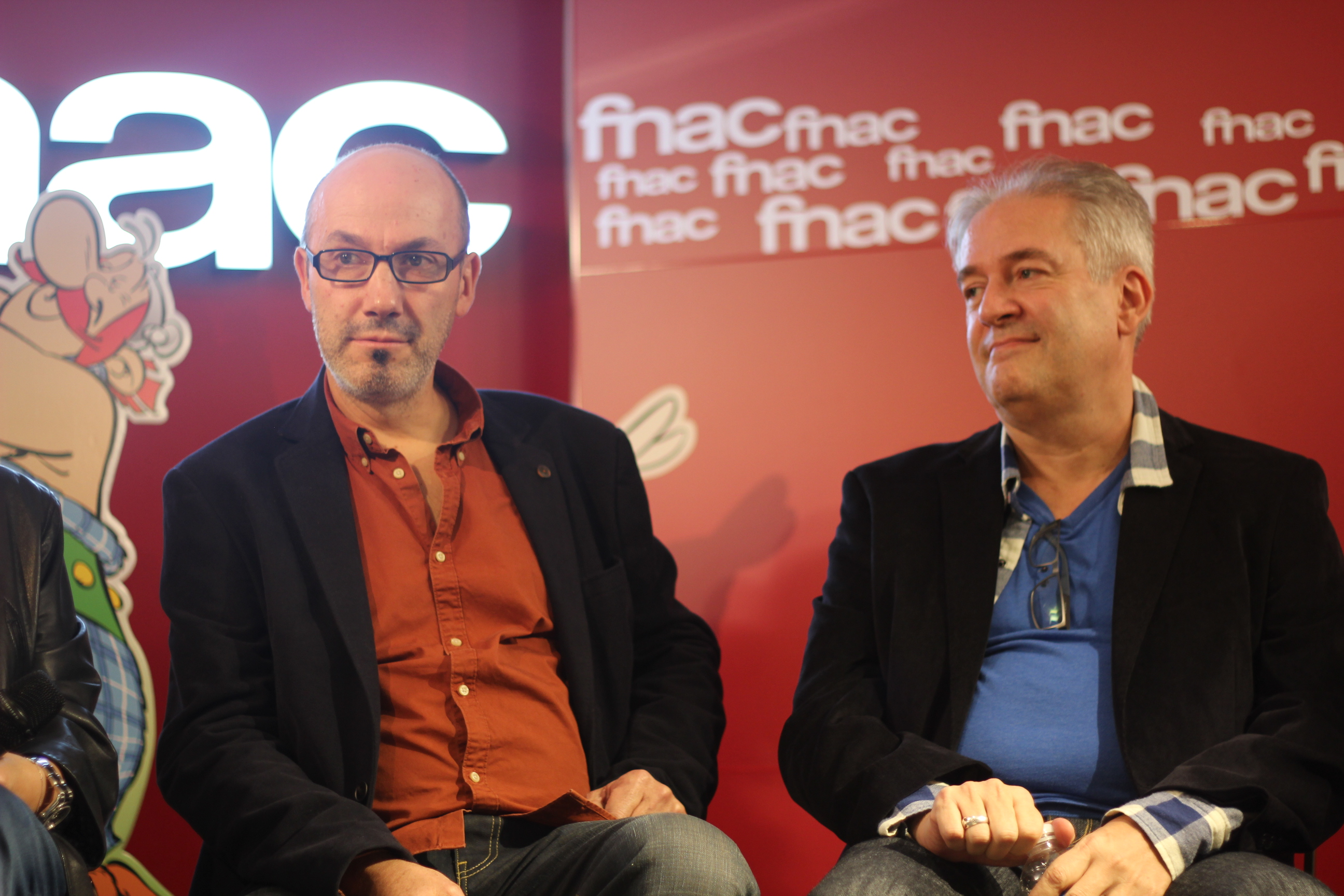
Le scénariste Jean-Yves Ferri et le dessinateur Didier Conrad, lors de la promotion de l'album Astérix chez les Pictes.

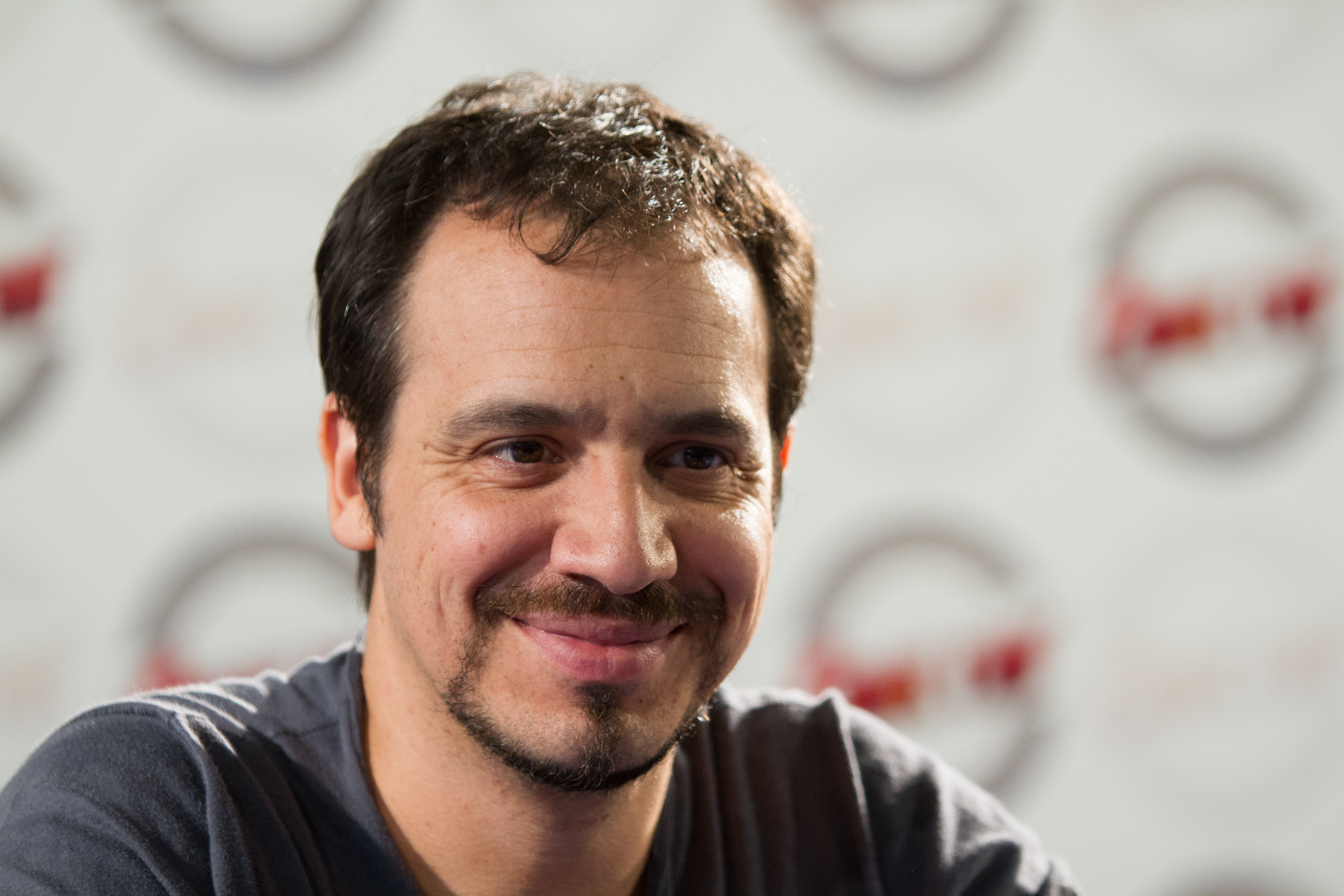
Alexandre Astier coréalise Astérix : Le Domaine des dieux, le premier film en 3D d'Astérix, sorti en novembre 2014.

Alors que sa main ne lui permet plus de dessiner, Albert Uderzo envisage un temps que la série s'éteigne avec lui, mais il se ravise finalement : en septembre 2011, alors que les éditions Hachette célèbrent les 350 millions d'exemplaires d'Astérix vendus dans le monde, le groupe annonce que l'auteur Jean-Yves Ferri est choisi par Uderzo pour écrire le scénario du prochain album. Cependant, Uderzo déclare en 2018 qu'il supervise fortement le travail de Ferri et Conrad, mais souhaite que la série s'arrête à sa mort.
Astérix chez les Pictes, 35e épisode de la série, est publié le 24 octobre 2013. Le scénario, écrit en six mois par Jean-Yves Ferri, envoie Astérix et Obélix en Écosse, alors appelée Calédonie, pour y démêler une affaire de trahison entre deux clans. Le dessin réalisé par Didier Conrad, alors que Frédéric Mébarki, auteur de tous les visuels sur les produits dérivés d'Astérix, était initialement pressenti, suit fidèlement le style d'Albert Uderzo. Accueilli plutôt favorablement par la critique, ce nouvel album est un succès éditorial : alors que 5 millions d'exemplaires sont imprimés pour le premier tirage, dont 2 millions dédiés à la France, de nouvelles impressions sont commandées en urgence pour répondre à la demande. Quelques semaines plus tard, Albert Uderzo confie dans un entretien accordé à M le magazine du Monde qu'il songe à écrire le scénario d'une nouvelle histoire d'Astérix, sans pour autant en réaliser les dessins.
En 2014, une première adaptation animée en 3D des aventures d'Astérix est réalisée par Alexandre Astier et Louis Clichy. Astérix : Le Domaine des dieux sort en salle le 26 novembre 2014. Le succès est immédiat, tandis que les critiques soulignent la qualité de la réalisation, et qu'Uderzo déclare qu'il s'agit du « meilleur film d'Astérix qui soit sorti ».
Le 31 mars 2015, le scénariste Jean-Yves Ferri dévoile le nom du prochain album d'Astérix : Le Papyrus de César, qui sort le 22 octobre de la même année et est tiré à 4,5 millions d'exemplaires, pour la France.
Le 18 octobre 2017, un nouvel album, intitulé Astérix et la Transitalique sort dans les librairies françaises et est tiré à environ 5 millions d'exemplaires dont 2 millions pour le marché français. C'est donc le troisième album réalisé par le duo Jean-Yves Ferri-Didier Conrad.
Le 38e album, réalisé par Jean-Yves Ferri et Didier Conrad, sort le 24 octobre 2019. Intitulé La Fille de Vercingétorix, il est tiré à 5 millions d'exemplaires et traduit en vingt langues,,.
Un album hors série, Le Menhir d'or, est sorti le 21 octobre 2020, il s'agit d'une réédition du livre-disque éponyme sorti en 1967, écrit par René Goscinny avec des dessins de Albert Uderzo.
Astérix et le Griffon, le 39e album d’Astérix, le cinquième du duo Jean-Yves Ferri et Didier Conrad, est sorti le 21 octobre 2021.
L'ébauche d'un scénario non achevée d'une autre aventure d'Astérix, écrite par René Goscinny peu avant sa mort et portant le titre Astérix au cirque, a été découverte dans ses archives. Devant paraître après Astérix chez les Belges, la fille de l'auteur a laissé entendre qu'une tentative de finaliser l'album sera peut-être entreprise dans les prochaines années.
Le 20 décembre 2022, il est annoncé que le scénariste Jean-Yves Ferri laisse sa place, remplacé par Fabcaro. L'Iris blanc, le 40e album, paraît le 26 octobre 2023 et met en avant « nos obsessions contemporaines tout en gardant le charme d'Astérix ».
Le 23 octobre 2025 sortira Astérix en Lusitanie, le 41e album signé Fabcaro et Didier Conrad. L'histoire d'Astérix et Obélix se déroulera pour la première fois au Portugal.

## Analyse

### Humour

#### Personnalités caricaturées
Outre des personnages historiques comme Jules César ou Cléopâtre, de nombreux personnages existants ou ayant existé sont apparus au fil des albums successifs, sous forme de clins d’œil humoristiques. Par exemple, La Zizanie met en scène un centurion romain qui a les traits de l'acteur Lino Ventura, très populaire à l'époque où l'album a été publié. Cette pratique contribue à donner différents niveaux de lecture à l'œuvre (les enfants, et même les adultes, ne vont pas nécessairement reconnaître toutes les personnalités caricaturées) et empêche de la réduire au rang de « bande dessinée pour enfants ». Dans Le Papyrus de César, Bonus Promoplus, conseiller de Jules César, est une caricature de Jacques Séguéla.

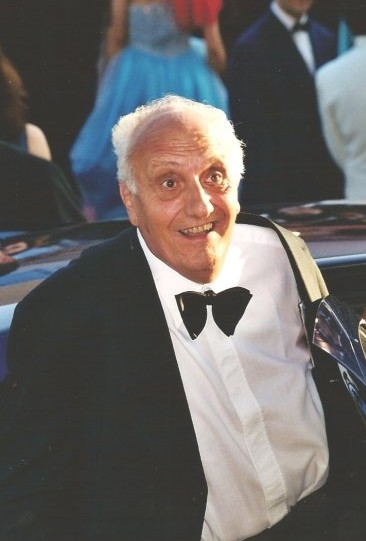
Pierre Tchernia, ami de Goscinny et d'Uderzo, est la personnalité la plus souvent caricaturée dans Astérix.

#### Jeux de mots
Les jeux de mots sont très nombreux, Goscinny en a disséminé pour différents âges. Notamment, les noms de la plupart des personnages apparaissant dans les quelque trente albums d'Astérix le Gaulois sont basés sur des jeux de mots, à commencer par le nom d'Astérix, qui évoque le signe typographique appelé « astérisque », et le nom d'Obélix, qui évoque le signe typographique appelé « obélisque » qui peut servir comme appel de note en complément de l’astérisque. On peut également citer le personnage d'Idéfix, dont le nom fait penser à l'expression « idée fixe », mais aussi la Gauloise Iélosubmarine, dont le nom rappelle la chanson des Beatles Yellow Submarine, ou encore le doyen du village, qui s'appelle logiquement Agecanonix (nom évoquant l'expression « âge canonique »), et bien d'autres. Par ailleurs, tous les noms des Gaulois se terminent en -ix, ce qui est en fait une interprétation personnelle des auteurs à partir des noms de chefs gaulois en -rix (roi), par exemple Vercingétorix, alors qu'en réalité les noms masculins se terminaient le plus souvent en -os, ce qui correspond au nominatif masculin singulier latin -us. Les auteurs font également terminer ceux des Gauloises en -ine généralement (Bonemine, Iélosubmarine, etc., Falbala faisant partie des exceptions), ce qui par contre correspond à une certaine réalité. Tous ceux des Normands terminent en -af (Grossebaf, Autograf, Batdaf…), sur le modèle du saint roi Olaf II de Norvège. Tous ceux des Ibères en -on (Soupalognon y Crouton…), des Bretons en -ax (Jolitorax, Antrax…) ou en -os (Zebigbos), des Goths en -ic (Téléféric, Périféric…), conformément aux noms germaniques en -ric, ceux des Romains en -us (Garovirus, Roméomontaigus, Infarctus…), des Grecs en -os ou -as (Plexigas, Invinoveritas…), des Égyptiens en -is (Numérobis, Tournevis, Amonbofis…), des Indiens en -ah ou -ane (Kiçah, Seurhane) et ceux des Pictes et des Calédoniens commencent par mac- (Mac Oloch, Mac Abbeh…). Dans Astérix et la Transitalique, de nouveaux peuples font leur apparition tels que les Koushites (peuple au sud de l'Égypte) dont les noms terminent en -afer (Toutunafer et Niphéniafer), les Sarmates (peuple du nord de la mer noire entre autres) qui terminent en -ov (Ogouguimov, Olyunidislov), les Lusitaniens (Portugal) en -ès (Solilès, Pataquès), les Cimbres (Danemark) comme leurs compatriotes vikings en -en (Neuillisursen, Betåkårøten).
D'autres jeux de mots sont plus contextuels. Les exemples sont nombreux. Parlant d'Astérix et Obélix se trouvant aux thermes, dans une piscine remplie (par opposition aux autres piscines de l'endroit, précédemment vidées par Obélix), le chef Abraracourcix indique au patron des lieux « Mes Gaulois sont dans la pleine » (allusions aux « Gaulois sont dans la plaine »). Un Gallo-romain (le chef de tribu Aplusbégalix), affiche chez lui un panneau « Rome Sweet Rome » (parodie de la formule anglaise Home sweet home), ou Astérix, s'adressant à un couple de Romains dont la femme se montre généreuse, au contraire de son époux, lui lance « Allez, Romain, sois bon comme la Romaine ».

#### Comique de répétition
Le comique de répétition est très présent tout au long de la série. Il se présente sous forme de malentendus entre les personnages ou des problèmes de langages. Certaines scènes reviennent fréquemment, comme le naufrage des pirates qui débute toujours par un cri de peur du personnage Baba la vigie : « Les Gau… les GauGau… » et qui se finit par une citation en latin de Triple-patte, le vieux pirate estropié. Les chants du barde sont aussi très réguliers, et provoquent toujours la fuite des auditeurs ou la neutralisation du barde par les coups. Obélix ponctue ses constats par un « ils sont fous ces… ». Les bagarres dues aux poissons pas frais d'Ordralfabétix et les chutes à répétition du chef du haut de son pavois, qui commencent à partir du quatorzième album Astérix en Hispanie, sont aussi très fréquentes dans la série.
Par ailleurs, en plus d'être ainsi inter-albums (gags se répétant d'un album à l'autre), le comique de répétition est également très présent à l'intérieur même des albums, avec des gags s'y répétant régulièrement. L'album L'Odyssée d'Astérix en est un bon exemple : dans le bateau phénicien, Astérix et Obélix affrontent trois fois d'affilée des navires, avec une même mise en scène (« À chaque fois que je revois cette scène, j'y découvre quelque chose de nouveau ! » commente un membre de l'équipage) ; leur navire reçoit ensuite un « même accueil » (flèches enflammées et boulets) à quatre ports de suite ; et dans le désert, les Gaulois sont attaqués à de multiples reprises par des guerriers de diverses tribus qui les confondent toujours avec leurs ennemis qui arrivent après, le tout accompagné de répliques répétitives et de tout un ensemble construisant un riche comique de répétition.

### Anachronismes
L'image que la bande dessinée donne de la vie quotidienne en Gaule ne doit pas être prise au pied de la lettre :
- les cheminées et étages dans les huttes : les Gaulois ne connaissent pas les cheminées, l'âtre est généralement central et les fumées s'évacuent par des ouvertures ménagées à même le toit. L'existence de fenêtres dans les toitures, a fortiori dans le chaume, est aussi plus tardive. Les balcons et étages habités dans un village gaulois de ce type sont également très improbables. Hormis cela, l'apparence générale du village avec ses habitats circulaires mélangés à d'autres rectangulaires et entouré d'une enceinte de protection en bois est assez proche de villages gaulois de cette époque[51] ;
- la tenue du druide Panoramix : constamment en toge blanche, et qui n'était que l'habit de cérémonie[citation nécessaire] ;
- les menhirs : les menhirs sont érigés plusieurs millénaires avant l'arrivée des Gaulois, qui, eux, n'en érigent aucun[52] ;
- le bouclier : le fait d'élever le chef sur un pavois n'est pas du fait des Gaulois mais des Germains, et notamment des Francs, qui importent cette coutume en Gaule au Ve siècle[citation nécessaire];
- pour les hommes, le port systématique de la moustache : cette mode masculine est plus attestée chez les Francs que chez les Celtes[réf. nécessaire] ;
- il est peu probable également de trouver dans un même village un druide et un barde, car leurs fonctions sont similaires[réf. nécessaire] ;
- les sangliers : les Gaulois mangent rarement des mammifères sauvages ; ils consomment des animaux d'élevage, en particulier des moutons, des cochons et même des chiens[53]. ;
- les pommes de terre : ce tubercule n'est introduit en Europe qu'au XVIe siècle par les Conquistadores qui le rapportent d'Amérique ; jamais un Gaulois ou un légionnaire romain n'en a mangé ni pelé : pas de "corvée de patates" donc.

Les personnages ne vieillissent pas d'un album à l'autre dont l'action est censée se dérouler chaque fois en -50, mais il est évident que ces aventures ne peuvent être concomitantes. On peut retracer approximativement la ligne chronologique comme suit :
- Astérix le Gaulois : -50 ;
- Astérix et Cléopâtre : référence aux relations entre César et Cléopâtre, initiées en -48 ou -47, tandis que l'Égypte devient un protectorat romain ;
- Astérix légionnaire : référence à la bataille de Thapsus, en -46 ;
- Astérix en Hispanie : arrivée de César en Hispanie vers -46 ou -45 ;
- Le Fils d'Astérix : référence à Césarion, fils de Cléopâtre né vers -47, dont la paternité est attribuée à César ;
- Astérix chez les Bretons : la capitale Londinium n'existe pas en -50. Elle n'est fondée qu'en 43 après J.-C., soit près d'un siècle plus tard, même si des vestiges de colonies britanniques antérieurs sont retrouvés dans la région.
- Astérix en Corse : les Corses portant des noms en -ix se réfèrent à la réalité ultérieure de l'appartenance de la Corse à la France. Or, dans l'Antiquité, la Corsica n'a pas plus de liens avec la Gaule que n'importe quelle autre île de la Méditerranée.

Les auteurs prennent donc beaucoup de libertés avec la réalité historique. Leurs héros participent par exemple à des événements antérieurs à -50, telle que l'invasion partielle de la Bretagne insulaire (-55) et celle de la Belgique, qui font partie intégrante de la campagne de la guerre des Gaules, dans les années -50. À l'inverse, les références aux pillages vikings dans Astérix et les Normands, et à l'expédition vers le Vinland dans La Grande Traversée, correspondent à des faits se déroulant bien plus tard, entre le VIIIe siècle et le XIe siècle ; ces anachronismes sont toutefois justifiés, le premier de façon comique par le chef des vikings d'Astérix et les Normands qui précise, page 31, « [qu'ils] ne [sont] pas venus faire la guerre. Pour ça, [leurs] descendants s'en chargeront dans quelques siècles. », et le second par le fait que l'explorateur viking de La Grande Traversée se perçoit comme un visionnaire, et qu'il n'est pas pris au sérieux par sa tribu.
- Jules César « empereur » : dans la réalité il ne porte pas ce titre, puisque la fonction communément désignée sous cette appellation n'est créée qu'une trentaine d'années plus tard par Auguste ; il est en fait imperator (« général en chef » en latin), nom qui est plus tard à l'origine de celui d'« empereur ». Il ne se fait pas construire de palais à Rome, où il n'exerce seul et personnellement le pouvoir qu'entre -46 (victoire définitive sur Pompée et ses partisans) et -44 (assassinat). L'Empire romain à la date de -50 n'est qu'un espace géographique, et pas encore un régime politique. Jusqu'en l'an -27, Astérix et ses amis ne pourraient combattre que la République romaine. César semble aussi vivre une passion assumée et affichée avec Cléopâtre, alors qu'en réalité leurs relations sont plus discrètes (chacun étant déjà en couple de son côté), tandis que la paternité de son seul fils biologique présumé, Césarion, qu'il ne connaît pas, reste discutée.
- Le « Cirque Maxime » : le dessin de ce monument change selon les albums, mais il ne correspond jamais à la réalité ; dans Astérix gladiateur, il s'apparente au Colisée, le grand amphithéâtre de Rome qui accueille effectivement les combats de gladiateurs et d'animaux sauvages, mais dont la première pierre n'est posée qu'en 70, soit plus d'un siècle après la visite d'Astérix et Obélix dans la Ville éternelle ; dans Les Lauriers de César, le dessin représente bien le monument qui existe dans la Rome antique sous le nom de « Circus Maximus », mais il s'agit du grand hippodrome de la cité, où se déroulent les courses de chevaux et de chars, et qui n'abrite jamais de combats de gladiateurs.
- La représentation de Rome dans Astérix chez Rahàzade : au cours de leur périple en tapis volant les conduisant en Inde, les Gaulois survolent la Ville éternelle, et notamment le Forum, cœur historique de la cité, représenté de manière très fidèle, mais sous sa version « définitive », c'est-à-dire tel qu'il peut exister à l'époque de l'empereur Constantin, vers 330 ; si plusieurs édifices majeurs sont déjà présents sur le Forum de l'époque d'Astérix (Tabularium, Curie et Comitium, Rostres, basiliques Julia et Æmilia, Maison des Vestales, temples de Castor et Pollux, de la Concorde, de Saturne ou de Romulus), la plupart présentent un aspect architectural très différent car ils sont ensuite reconstruits, parfois à d'autres emplacements, à la suite d'incendies ou pour être agrandis et embellis ; enfin, nombre de bâtiments dessinés n'existent pas encore vers -50 (forums de César et de Nerva, basilique de Maxence, temples de César, de Vespasien et de la Paix, arcs d'Auguste, de Titus et de Septime Sévère) car ils sont le fruit des multiples campagnes d'extension et de rénovation menées à partir de Jules César et pendant plus de trois siècles par les empereurs romains.
  - D'autres villes n'existent parfois pas du tout à l'époque. Ainsi, Londinium est représentée comme une ville importante de la Bretagne insulaire, parodiant le Londres moderne, alors qu'elle n'est fondée qu'en l'an 43 lors de la campagne menée par l'empereur Claude (et encore en tant que simple campement militaire), qui marque la date de la conquête réelle de l'île, et non les deux débarquements de César, qui obtient simplement l'allégeance de quelques royaumes côtiers.
  - De même, Lugdunum, future Lyon, n'est fondée qu'en -43 par les Romains. Dans les années précédentes, Astérix et Obélix ne peuvent guère visiter que le site de Fourvière, sans le dédale de ruelles emblématique.
- Les camps romains : si la représentation et l'organisation des camps militaires romains est assez proche de la réalité, elle est très simplifiée, notamment pour ceux entourant le village gaulois : en aucun cas un centurion, officier subalterne commandant une centurie, unité comprenant de 60 à 90 hommes, ne peut diriger un camp, car seules les légions, commandées par des légats, établissent des camps militaires ; de plus, les camps permanents, comme ceux surveillant le village, sont construits en pierre, et non faits de palissades de bois, réservées aux camps provisoires. L'expression « camp romain » ou « Camp de César », qui donne son nom à de nombreux lieux-dits, est prise au pied de la lettre par la série, alors qu'il ne s'agit pour l'archéologie moderne que de traces d'établissements de l'âge de fer (donc gaulois), voire de la période médiévale, dans la majorité des cas. En outre, sur les vestiges des quelques camps romains du Haut Empire trouvés en France, aucun n'est mis au jour dans le nord-ouest de la Gaule, où est censée se dérouler l'action[54], à l'exception notable et récente du site de Port-en-Bessin-Huppain[55].
- La tenue des légionnaires romains : les Romains de la bande dessinée portent presque toujours une armure segmentée (lorica segmentata). Ce type d'armure n'apparaît dans l'armée romaine qu'un siècle plus tard ;
- La tenue des Gaulois : celle des guerriers diffère peu de celle des légionnaires romains. En effet, si les Gaulois portent effectivement des braies en tartan selon l'archéologie, leur coupe de cheveux ressemble souvent à celle des Romains et ils n'ont pas tous la moustache (sur les monnaies, Vercingétorix est représenté cheveux courts, sans moustache). Certains guerriers portent la cotte de mailles et un modèle de casque proche de celui des Romains, qui utilisent d'ailleurs, du moins sur une certaine période, des casques d'origine gauloise. Quant à leurs boucliers, ils ne sont pas ronds (comme chez les Germains), mais le plus souvent en forme d'amande, modèle d'ailleurs utilisé également par l'armée romaine. Astérix reprend en cela les clichés usuels du XIXe siècle et du XXe siècle à propos de « nos ancêtres les Gaulois » chers à la IIIe République ;
- Les références à Pompée dans Astérix et Latraviata : Pompée se trouve en Gaule, cherchant à lever une armée pour renverser César, qui est à Rome. Dans la réalité historique, les rôles sont inverses. D'ailleurs, Pompée ne peut plus être en vie, puisque cet album se passe après Astérix légionnaire (Tragicomix et Falbala sont mariés) qui a pour cadre la bataille de Thapsus, se déroulant après la mort de Pompée. Quant à son fils, Pompée le jeune, il meurt à la bataille de Munda, lors de la campagne de César en Espagne, que la série aborde déjà dans Astérix en Hispanie.
- Plusieurs albums montrent des soldats romains patrouillant camouflés dans la forêt et décrivent des ruses des chefs romains pour tenter de soumettre le village gaulois. En vérité, les Romains sont très attachés au concept de guerre juste et pieuse (bellum iustum et pium) où l'emploi de la ruse pour atteindre la victoire est infamant. Aux yeux des Romains, seul un combat frontal est respectable. L'usage d'un stratagème n'est acceptable qu'à l'encontre d'ennemis connus pour l'employer eux-mêmes, en particulier les Grecs et les Carthaginois[56].

En règle générale, il convient de rappeler qu'en dépit des efforts de documentation, l'univers d'Astérix est très loin de la réalité historique puisque souvent, il montre plus ou moins la caricature d'un pays moderne dans une forme antique. Il ne s'agit pas d'approximation involontaire, mais d'un esprit de décalage explicite. Par exemple, dans la Lutèce astérixienne (qui tient pour cette Gaule fictive le rôle d'avant-garde de l'art, de la fête et de la mode que tient par la suite le Paris contemporain pour la « province », ce qui en soi, est déjà éloigné de la réalité historique pour la Lutèce de la Gaule romaine), un pigeonnier géant singe trait pour trait la tour Eiffel, tandis que la ville accueille une délégation du comité olympique grec, pour obtenir l'organisation des jeux. Assimiler le fonctionnement des Jeux modernes, se passant dans des lieux à chaque fois différents, à celui des Jeux antiques originaux est absurde sur le plan historique (ils avaient toujours lieu en Grèce à Olympie), mais l'esprit d'Astérix n'est justement pas dans la retranscription fidèle de l'histoire. Autre exemple : la Germanie contemporaine de Jules César (assimilée dans l'album aux seuls peuples Goths, Wisigoths, Ostrogoths, qui n'y apparaissent que plusieurs siècles plus tard) est en partie un amalgame de références au militarisme prussien, au Reich hitlérien, et au célèbre morcellement politique interne du Saint-Empire romain germanique. Dans les îles britanniques, les Bretons jouent au rugby dans des stades, on y croise des roulottes à deux étages rappelant les célèbres bus à impériale londoniens, on montre quatre bardes célèbres qui sont les caricatures des Beatles, etc. La plupart des albums se focalisant sur un peuple en particulier (Gaulois inclus) ont recours à ce schéma de mélange du passé, du présent et des clichés. Un dernier exemple plus fantaisiste encore est celui des « montagnes slaves » installées à l'occasion du Combat des chefs, grands manèges mécaniques présentant une version « barbare » des montagnes russes.
Cependant, de nombreux éléments historiques véridiques sont habilement intégrés aux aventures d'Astérix : conquête de la Bretagne (même si elle n'est pas le fait de Jules César, qui n'y fait que des incursions), révoltes ibériques, combats de César en Afrique contre les anciens partisans de Pompée, liaison avec Cléopâtre, fonctionnement de l'administration et l'armée romaines : questeurs, vingt ans de service militaire, formation militaire dite en « tortue », etc.

### Graphismes

#### Style graphique
Le dessin d'Albert Uderzo et de la série est proche de l'école de Marcinelle du journal Spirou, où les dessins sont réalisés de manière semi-réaliste : les personnages sont en partie caricaturés au niveau des expressions et possèdent tous des gros nez.

#### Expressions
Les expressions sont caricaturées à l’extrême afin de faire rire immédiatement le lecteur. Les nez des personnages sont énormes, chaque détail physique est exagéré. Un personnage ivre a le nez rouge, un gros mangeur a un ventre énorme, un maître autoritaire a un cou démesuré. La couleur du visage fait aussi partie de la caricature avec le rouge pour la colère et le vert pour la peur. Dans l'histoire La Grande Traversée, une planche sans parole est consacrée à détailler l'expression des caractères gaulois par Astérix et Obélix, avec la gourmandise représentée par des mains se frottant le ventre et une bouche qui salive, la mauvaise humeur par des sourcils froncés, des mains dans les poches et des épaules remontées, ou encore la bagarre représentée par une posture de boxeur.

#### Paysage
Les décors que dessine Albert Uderzo naissent la plupart du temps de son imagination et il ne s'aide jamais de photographie ou de documentation. Seule exception pour l'histoire Astérix en Corse où il est allé lui-même en Corse pour se documenter et prendre des photographies de la faune et la flore. Les paysages d'Albert Uderzo sont toujours très détaillés et bien réalisés.

#### Architecture
Pour dessiner les architectures représentées dans la série, Albert Uderzo n'utilise pas toujours des documents. Ainsi dans l'histoire Le Tour de Gaule d'Astérix, il dessine le port de Gesocribate de l'époque selon son imagination. Par la suite il reçoit un courrier d'un agrégé d'histoire pour le féliciter du tracé du port fidèle à la représentation antique. La ville de Lutèce est, elle, représentée selon le tracé de l'actuelle île de la Cité, avec un temple romain à la place de l'Église Notre-Dame de Paris et l'axe de la rue Saint-Jacques. Pour la ville de Rome présente dans l'histoire Les Lauriers de César, il s'inspire de la grande maquette de l'architecte Italo Gismondi qui représente Rome sous l'Empereur Constantin Ier. Pour l'histoire L'Odyssée d'Astérix, Albert Uderzo fait son second voyage d'étude sur place, après la Corse, pour dessiner un décor. En l’occurrence il part à Jérusalem, il s'inspire notamment de la maquette présente au musée d’Israël pour dessiner le Second Temple de Jérusalem.

### Institutions

#### République romaine

##### Sénat
Le Sénat romain représenté dans la série est entièrement contrôlé par Jules César, qui a acheté la soumission des sénateurs y siégeant ou réduit leur influence. Il semble avoir perdu son rôle de chef de l'État romain au bénéfice de César et ne contrôle même plus la politique extérieure de la République. Quand le Sénat est représenté, il est montré comme une assemblée endormie composée d'anciens militaires ou d'anciens partisans de Pompée, amollis par le luxe et les fortunes acquises, qui créent des commissions et sous-commissions pour enterrer les dossiers ou prévoient de l'examiner lors d'un prochain déjeuner. Ils cherchent avant tout à servir leurs propres intérêts en conservant le pouvoir en place, permettant à César de régner seul sur la République romaine.

##### Armée
Comme dans la réalité historique, l'armée romaine est loyale envers Jules César, et non plus envers le Sénat romain. Elle est composée en majorité d'engagés volontaires qui recherchent gloire et fortune (ils regrettent très vite leur choix), mais aussi de troufions envoyés principalement en Corse. Si les légionnaires sont fidèles à César, beaucoup de ses gradés, principalement des centurions, rêvent de le renverser et le remplacer. C'est le cas notamment dans Le Devin où Caius Faipalgugus, le centurion du camp de Petibonum est contrarié dans ses plans par son optione qui reste jusqu'au bout fidèle à la légalité du pouvoir en place. Malgré quelques trahisons, César tient son armée d'une main de maître et n'hésite pas à la commander lui-même comme dans Astérix chez les Belges. De plus, il punit lui-même les gradés qui lui désobéissent, comme dans la première aventure de la série, où il envoie un centurion en Mongolie inférieure.

##### Jeux du cirque
Les jeux du cirque sont représentés dans la série comme un moyen d'abrutir le peuple et de l'éloigner de la politique. Pendant les jeux, César suit les avis du public car il sait que plus le peuple est content, plus son pouvoir est renforcé. Ainsi, dans Astérix gladiateur, il accorde sa grâce à Assurancetourix, très applaudi par le public avec Astérix et Obélix.

#### Les barbares et les brigands
Les barbares et les brigands : le lecteur les voit entre autres dans La Serpe d'or et Le tour de Gaule d'Astérix où ils essaient de détrousser les deux héros, mais se retrouvent punis à coups de poing.

### Parodie

#### Peuples

##### Les Français

###### Paris et les Parisiens
Paris est dans la série représentée par Lutèce. Blottie dans l'Île de la Cité, Lutèce est alors présentée comme le Paris contemporain, ville lumière, des arts, de l'amour, de la mode et réputée pour sa vie nocturne. Les touristes viennent en masse des autres pays antiques pour y voir un moulin rouge qui propose la visite de la ville pour trois sesterces. C'est la capitale de la mode : dans La Rose et le Glaive, les villageoises sont curieuses de savoir ce qui est à la mode dans la ville (d'où le jeu de mots de Maestria : « Oh vous savez, Lutèce n'est qu'un pari sur l'avenir. »). C'est la ville où il faut monter pour connaître une carrière artistique ou faire fortune : dans Astérix et les Normands, Assurancetourix espère bien pouvoir chanter à « l'Olympix » (la salle de l'Olympia). Les Arvernes y ouvrent des établissements qui vendent du vin et du charbon et les Méridionaux des auberges comme dans l'album La Serpe d'or où un personnage ressemblant au César de Marcel Pagnol tient un bar nommé Au soleil de Massilia. Les Gaulois sont attachés à leur capitale (dans la réalité Lutèce n'a pas ce statut) et n'hésitent pas à le faire savoir en chanson : ainsi, prisonnier des Goths, le druide Panoramix chante « Revoir Lutèce » et Assurancetourix, dans les prisons de Rome, chante « Menhir montant », parodies de Revoir Paris et Ménilmontant de Charles Trenet (composés pendant l'occupation allemande) ; Maestria, dans La Rose et le Glaive, chante « Lutèce est une blonde », parodie de Ça, c'est Paris de Mistinguett ; pour fêter l'arrivée au Pirée dans Astérix aux Jeux Olympiques le village chante « À Lutèce on l'aime bien Nini peau d'sanglier ! » parodie de Nini peau d'chien d'Aristide Bruant.

###### L'Auvergne et les Auvergnats
Dans la série, l'Auvergne et ses habitants sont représentés par les Arvernes. On vient principalement y faire des cures thermales, dans les villes d'Aquae calidae ("Eaux chaudes", en latin = Vichy) ou Borvo (dieu guérisseur gaulois qui donne son nom à La Bourboule). Les voyageurs, comme Astérix et Obélix, n'hésitent pas à grimper sur le Puy de Dôme, où l'air est délicieux. La capitale Nemessos (Clermont-Ferrand) possède une grosse entreprise de fabrication de roues évoquant l'usine Michelin. C'est aussi une région avec une forte diversité de spécialités culinaires comme le « bleu d'Arverne », la potée au chou ou encore la saucisse sèche, et à la fin du repas on danse la bourrée. Les habitants ont un accent qui chuinte bien que les nouvelles générations le perdent selon les vieux Arvernes. Les Arvernes n'hésitent pas à quitter leur région pour faire fortune dans la capitale en ouvrant des boutiques de vin et de charbon, comme les bougnats au XIXe siècle.

###### La Provence et les Provençaux
La Provence représentée dans la série est principalement celle de Marcel Pagnol. Dans Le Tour de Gaule d'Astérix, les deux irréductibles Gaulois vont à Massilia (Marseille) et entrent dans un établissement nommé « Taverne des Nautes » où se joue une partie de cartes avec quatre caricatures tirées du film Marius, adapté de Pagnol. Le tenancier, César Labeldecadix, est la caricature de Raimu jouant le personnage de César. Il râle contre « l'estranger » de Lugdunum qui refuse de boire le « pastix » (le pastis). À côté se trouve une poissonnerie où la marchande ressemble à Honorine Cabanis, autre personnage de Pagnol. Massilia est la ville de l'exagération, de la bouillabaisse et de la pétanque. L'accent marseillais est caricaturé et les auteurs déforment les sons et le parler provençal.

###### La Corse et les Corses
La Corse et ses habitants sont représentés principalement dans Astérix en Corse, qui voit Astérix et Obélix voyager sur l'île de beauté. Graphiquement, la Corse dessinée par Uderzo est stéréotypée : l'île est montagneuse, couverte de bois de chênes, châtaigniers et de maquis. Les villages sont faits de maisons en pierres sèches, des vieillards passent leur temps assis sur des bancs, les femmes portent le foulard traditionnel dit mezzaro, et des cochons sauvages vivent en liberté devant les habitations. Les références à la culture corse sont nombreuses, notamment au chanteur Tino Rossi : Ocatarinetabellatchitchix, nom du héros principal Corse de l'histoire, renvoie au refrain de la chanson Tchi tchi, et le mot de passe qu'utilisent les pirates et les Gaulois renvoie à la chanson Vieni vieni. Les évocations de Napoléon Ier sont aussi très nombreuses : Ocatarinetabellatchitchix est montré plusieurs fois dans la posture de Napoléon, la main dans le pli de sa pelisse ; il annonce après la victoire face aux légionnaires romains que, pour que les Corses acceptent un empereur, il faudra qu'il soit Corse lui-même.
Les stéréotypes corses sont grossis avec un second degré. Les querelles ancestrales et la vendetta sont caricaturées par l'opposition entre le clan Ocatarinetabellatchitchix et Figatellix, dont les origines sont si anciennes qu'on n'en connaît plus la raison exacte, les motifs donnés étant dérisoires et ne concernant même pas un des membres directs du clan. La fierté des Corses est caricaturée par des personnages raides et stoïques, ne souriant jamais et montrant rarement leurs émotions. Les femmes corses sont représentées comme soumises aux hommes du clan, cloîtrées à la maison, ne pouvant parler en la présence d'hommes n'appartenant pas au clan. Dernier stéréotype parodié, la paresse des Corses : Ocatarinetabellatchitchix, relâché par les Romains avant l'attaque des irréductibles Gaulois, refuse d'interrompre sa sieste pour sortir de la cellule ; les druides corses ne cueillent pas le gui dans les arbres, mais attendent qu'il tombe, et le chantier de la voie romaine avance au ralenti (ouvert trois ans auparavant, il ne compte que quelques dalles). En réalité, si les noms des Corses se terminent en -ix et si la Corse a des Druides, c'est pour montrer de manière moderne son appartenance à la Gaule, donc à la France, alors qu'en réalité, les Corses ne descendent pas des Gaulois (qui n'ont jamais colonisé l'île), et n'ont par conséquent pas de druides, au sens celtique du terme.
Dans la préface de l'album, les auteurs prennent, avec un second degré assumé, le soin de vanter les mérites de la Corse et de certains de ses grands hommes, en rappelant avec humour que les Corses sont plus encore que des gens emplis de qualités : ils sont susceptibles.

###### Le reste de la France
Les albums de la série mettent en scène un grand nombre d'habitants des différentes régions de France et leurs différences. Ainsi l'Armorique, où se situe le village des irréductibles, est une représentation de la Bretagne moderne. Dans l'histoire Le Fils d'Astérix un des habitants du village plante des menhirs dans un champ, allusion aux menhirs de Carnac ; la région possède déjà un fort patrimoine de chansons et de danses (« Ils ont des casques ailés, vive les Celtes » chante Assurancetourix parodie de la chanson Ils ont des chapeaux ronds). La Normandie est parodiée par deux représentations, celle des Normands dans l'album Astérix et les Normands et par les habitants de Rotomagus (Rouen) dans l'album Le Tour de Gaule d'Astérix. Le débarquement des Normands sur les plages gauloises est une double allusion aux invasions vikings du Moyen Âge, qui fondent la province en 911, et au débarquement allié sur les plages normandes, lors de la Seconde Guerre mondiale. Ils creusent « de beaux trous normands », en référence à la pratique de boire un verre d'alcool entre deux plats d'un repas, appelée le trou normand. Ils accompagnent tous leurs plats de crème et leur spécialité culinaire est la « crème à la crème ». En arrivant en Gaule, ils chantent qu'ils veulent revoir leur Normandie, référence à l'hymne normand Ma Normandie écrit par Frédéric Bérat. Quant aux habitants de Rotomagus, ils fournissent des « réponses de Normand » aux légionnaires qui poursuivent Astérix et Obélix qui répètent « P'têt ben qu'oui, p'têt ben qu'non ». La ville de Suindinum (Le Mans) est connue pour sa célèbre course de char à bœufs qui parodie la course automobile des vingt-quatre heures du Mans.
À Nicae (Nice) se trouve « la promenade des Bretons », bordée de palmiers, parodiant la Promenade des Anglais, et les plages de la ville sont remplies de touristes. La spécialité culinaire est la « salade nicaesoise » (salade niçoise). Burdigala (Bordeaux) a pour spécialités le vin et les huîtres comme encore aujourd'hui, et la célèbre Place des Quinconces est nommée ainsi à la suite des ordres du centurion romain qui exige que ses légionnaires se mettent en quinconce, lors de la bataille contre les habitants de la ville qui protègent la fuite d'Astérix et Obélix. Le Pays basque est représenté par le peuple des Vaccéens, excellents montagnards et guides, qui aident à passer en Hispanie. Leur spécialité culinaire est le « poulet vasconne », parodie du poulet basquaise. Lugdunum est un important foyer de résistance à l'occupation romaine, en référence au Lyon moderne, ville de résistance pendant la Seconde Guerre mondiale et surtout ville de Jean Moulin. Les légionnaires romains se perdent dans ses ruelles qui rappellent les traboules. D'autres villes sont représentées par leurs spécialités culinaires dans Le Tour de Gaule d'Astérix : Tolosa (Toulouse) pour la saucisse, Aginnum (Agen) pour ses pruneaux, Camaracum (Cambrai) pour ses bêtises et Durocortorum (Reims) pour son vin pétillant en amphore, dont les bouchons sautent facilement.

#### Classes sociales

##### Classes supérieures
Les classes sociales supérieures, ou aisées, sont représentées principalement à travers le personnage du beau-frère de Bonemine, Homéopatix, qui apparaît entre autres dans Les Lauriers de César. Celui-ci représente le grand bourgeois parisien - lutécien dans la bande dessinée - qui jette sur le reste de la Gaule un regard condescendant assimilé à celui des Parisiens sur la Province. Les signes extérieurs de sa fortune sont sa maison, copiée sur un modèle romain, ses habits (fourrures et bijoux) et les mets coûteux qu'il sert à Abraracourcix, Bonemine, Astérix et Obélix dans Les Lauriers de César (sabots de bœuf en gelée, par exemple). Il pourrait être une caricature de nouveau riche (à la Bouvard et Pécuchet).
La fièvre de dépenses et de distinction sociale qui saisit les Gaulois dans Obélix et Compagnie peut également être une critique des parvenus.

##### Classes moyennes
La classe moyenne est la représentation sociale la plus présente dans la série. Elle est composée d'artisans, de commerçants, d'employés, d'agriculteurs et de fonctionnaires. Les fonctionnaires romains sont représentés à plusieurs reprises dans la série, et parodient l'administration française, comme dans Astérix et le Chaudron qui met en scène un collecteur d'impôts dont les phylactères parodient les formulaires administratifs ; les douaniers sont parodiés par des légionnaires romains gardant les frontières et accusant Astérix et Obélix d'importations frauduleuses. Des entreprises nationales comme La Poste ou la banque du Crédit lyonnais (parodié en Crédit Latin) sont aussi mises en scène.

##### Classes populaires
Les classes populaires apparaissent rarement dans la série. La classe ouvrière est toutefois représentée dans Le Domaine des dieux, par l'intermédiaire des esclaves de toutes nationalités qui coupent les arbres dans la forêt, parodiant le travail de force à la chaîne. Le chef des esclaves, Duplicatha, représente le travailleur immigré et le meneur syndical qui négocie les conditions de travail avec le patronat. Évocation aussi à travers le Phénicien Epidemaïs, qui à plusieurs reprises au cours de la série trouve des moyens pour exploiter des travailleurs : ainsi dans Astérix gladiateur, ses rameurs sont des employés qui n'ont pas bien lu le contrat qu'ils ont signé. De même, dans L'Odyssée d'Astérix, il est devenu organisateur de croisières, et ses rameurs des clients partant en croisière. Dernière référence dans Le Bouclier arverne, avec l'entreprise de roues présente dans la ville de Nemessos, où des femmes travaillent à graver des catalogues de vente, en parodiant la division et la spécialisation des tâches, avec un rythme éprouvant de travail.

#### Histoire

##### L'image de la Gaule et des Gaulois
Dans la série, l'histoire est renversée par les auteurs dès la carte de la Gaule, présente sur chaque couverture d'album. Tout est fait pour que le lecteur pense à la France moderne, bien que les frontières ne soient pas représentées. Ainsi, la carte centrée sur la France évacue hors cadre la partie allemande et suisse de la Gaule, la Belgique mentionnée au Nord fait une confusion volontaire avec l'État moderne de Belgique. Lutèce est mentionnée sur la carte, représentée comme l'égal de Paris et capitale de la Gaule. Le texte introductif, présent sur la carte, conduit le lecteur dans le sens de l'identification : il commence par « Nous » pour faire participer le lecteur, et l'utilisation du présent de l'indicatif abolit la distance historique. L'Histoire est prise à contrepied, renversant les forces et faisant la vie dure aux Romains. De plus, les Gaulois sont qualifiés d'« irréductibles », ce qui est pour le lecteur un gage qu'ils ne seront jamais vaincus[pas clair].
Dès la première planche de la série, dans Astérix le Gaulois, l'histoire est parodiée avec la capitulation de Vercingétorix, qui jette ses armes non pas aux pieds de César, mais sur les pieds de César, ce qui le fait bondir de son siège. Le chef gaulois, avec sa forte musculature, domine la scène par rapport au chétif chef romain au crâne dégarni et poussant un grand cri de douleur en recevant les armes sur ses pieds. La scène historique est renversée au profit des Gaulois dont l'honneur sort vainqueur de cette scène. C'est aussi une parodie poussée à l'extrême des livres d'Histoire de la Troisième République, qui glorifiaient Vercingétorix par rapport à Jules César. Dans Le Bouclier arverne, l'histoire est de nouveau renversée avec un nouveau Gergovie pour les Romains : Abraracourcix triomphe dans la ville sur le bouclier de Vercingétorix, devant un César qui ne peut que constater son échec. La revanche gauloise est totale et renverse l'histoire en annulant symboliquement Alésia.
Autre symbole de l'Histoire renversée, la paix romaine. Commencée selon les auteurs de la Troisième République après la défaite gauloise d'Alésia, pour pacifier les territoires conquis dont les clans étaient en lutte perpétuelle, elle apparaît dans la série comme de la simple propagande. Au lieu de pacifier, le César de la série ne pense qu'à faire la guerre au minuscule village des irréductibles, qui pourtant ne menacent pas sa puissance. Dans le récit Le Combat des chefs, c'est même le contraire de la paix romaine puisqu'au lieu de pacifier les tribus, il n'hésite pas à les monter les unes contre les autres en poussant le chef Aplusbégalix à se battre contre Abraracourcix pour s'emparer du village des irréductibles. Poussée plus loin dans la parodie, la paix romaine devient la paix gauloise, le mode de vie simple du village à base de rigolade, de loisir et de bonne humeur qui contamine les camps retranchés aux alentours, préférant vivre une existence simple enfermés dans leur camp plutôt que de prendre des "baffes" en exerçant leur mission de soldats censés diffuser la culture romaine. L'exemple le plus probant se trouve dans Obélix et Compagnie, qui montre les camps romains entièrement dominés par la culture du petit village, où les légionnaires s'occupent des tâches ménagères, du jardinage ou s'adonnent aux loisirs plutôt que de faire leur devoir de soldat. De plus, la discipline romaine censée être diffusée par la pax romana est tournée en ridicule par les déroutes que subissent continuellement les légions de Rome face aux Gaulois, qui se lancent dans la bagarre dans un désordre général.

### Astérix et la politique

#### Astérix sur l'échiquier des partis
Depuis le début des années 1960 et le succès de la série, ses deux auteurs ont toujours refusé toute récupération politique de droite comme de gauche. Ainsi, Uderzo s'opposa à une affiche du RPR en 1998 ; « Astérix ne doit pas être mêlé à ça » déclara-t-il et finalement l'affiche fut modifiée,. L'unique entrave à cette règle de ne pas s'occuper de politique fut pour confirmer la neutralité du « petit Gaulois » dans le premier album de l'ère Uderzo, Le Grand Fossé, qui caricature les affrontements partisans en montrant un village gaulois coupé en deux avec deux chefs, élus, l'un, par la partie droite, et l'autre, par la partie gauche, qui revendiquent chacun la pleine gouvernance du village. La droite et la gauche du village étant traitées sur un pied d'égalité, cet album ne permet pas d'attribuer un bord politique à la série, puisque finalement, c'est Comix, le fils d'un des deux chefs, qui prend la tête du village réuni en se mariant avec Fanzine la fille de l'autre chef.
Malgré cela, certains médias et auteurs tentent d'analyser la série sous un angle politique, voire de définir son orientation. Ainsi, pour Le Figaro, le druide Panoramix serait de droite car s'occupant, selon ce journal, de fonctions qui sont généralement des priorités d'homme de droite, comme la défense et la santé. Toujours selon ce journal, le barde Assurancetourix, homme de culture et enseignant à ses heures, serait, lui, de gauche. A contrario, pour Libération, Astérix et les habitants du village gaulois seraient de gauche, en tant qu'« opprimés » luttant contre des « envahisseurs », à quelques nuances près, comme le chauvinisme, qui fait dire à l'un d'eux : « Moi, les étrangers ne me dérangent pas tant qu'ils restent chez eux », (Agecanonix dans Le Cadeau de César).
Selon Nicolas Rouvière — auteur de Astérix ou la parodie des identités et Astérix ou les lumières de la civilisation — les auteurs ont toujours pris soin de ne pas faire de satire partisane, et de brouiller les pistes sur la portée politique de la série, même si, selon lui, elle reste porteuse de certaines valeurs (l'idéal universaliste par exemple), par le biais de la satire sociétale qu'elle propose. Alors que les auteurs du livre Tintin est-il de gauche ? Astérix est-il de droite ?, concluent à l'instar d'Alain Duhamel — auteur de l'ouvrage Le complexe d'Astérix — que le « petit Gaulois » et ses copains sont inclassables.

#### Astérix partisan des Romains?
Les historiens sont partagés, surtout pendant la Troisième République, sur l'interprétation à donner de la défaite gauloise face aux légions romaines. Certains comme Camille Jullian pensent qu'elle a détruit une civilisation gauloise viable alors que d'autres comme Ernest Lavisse pensent que la défaite était inéluctable pour faire entrer la Gaule dans la modernité en créant une civilisation gallo-romaine. Les auteurs de la série semblent être de l'avis de ces derniers en faisant jouer à Astérix et au village des irréductibles le rôle de résistant pour l'honneur, et non de libérateur de la Gaule. Le but des irréductibles Gaulois est de faire enrager César en l'empêchant d'être maître de l'intégralité du territoire de la Gaule, ainsi que de l'empêcher de s'approprier les symboles de l'indépendance et de la résistance gauloise. Les irréductibles Gaulois savent qu'ils vont être balayés par l'Histoire en même temps que la culture gauloise par rapport à la modernité que représente la République romaine, et ils ne cherchent jamais à empêcher ce processus. Le druide Panoramix en est le premier conscient et dans l'histoire Le Domaine des dieux il dit à Astérix qu'ils n'arriveront jamais à empêcher le cours des choses, mais qu'ils ont encore le temps.
Entre le village des irréductibles Gaulois et la République romaine, les relations sont parfois ambiguës. S'ils n'hésitent pas à flanquer une bonne rouste aux légionnaires romains et à empêcher toute annexion de leur village, ils font échouer à plusieurs reprises des complots de centurions romains pour renverser Jules César, comme dans Astérix le Gaulois ou Le Devin. Ils luttent en plus contre les fonctionnaires corrompus ou mafieux de la République : ainsi dans l'histoire La Serpe d'or, ils font tomber le préfet romain de Lutèce, chef d'un réseau de trafiquants de serpes d'or. Dans Astérix chez les Helvètes, ils combattent l'administration corrompue de Genava et de Condate, et sauvent même le questeur romain, empoisonné par un gouverneur de Condate alors qu'il essayait de récolter les impôts de la province détournés par ce même gouverneur. Dans Astérix aux Jeux olympiques, il offre même sa palme olympique à un athlète romain, ce qui sauve l'honneur de la République aux yeux de Jules César.[Passage contradictoire]. Lui-même et Obélix se sont d'ailleurs inscrits aux Jeux. Comme les Grecs et les Romains sont seuls à pouvoir y participer, Astérix déclare (au début de l'aventure) que lui-même et les habitants de son village sont des Romains « depuis la conquête de la Gaule par Jules ». En fait, pour les irréductibles Gaulois, la véritable menace est celle des barbares, représentés par les Goths et par les Normands. Ils combattent toute intrusion en Gaule et par conséquent dans la République romaine, là où les légionnaires romains se trouvent complètement incompétents. Par là même, ils renforcent le pouvoir romain.

## Personnages

### Personnages principaux
En dehors d'Astérix et Obélix, le tandem sur qui repose l'ensemble de la série, sont qualifiés de personnages principaux ceux jouant un rôle majeur dans au moins une aventure (le chef Abraracourcix dans Le Bouclier arverne et Astérix chez les Belges, le barde Assurancetourix dans Astérix gladiateur), mais aussi ceux apparaissant régulièrement en bonne place dans les albums, à l'image du druide Panoramix, du chien Idéfix ou de Jules César. Le poissonnier du village Ordralfabétix, le forgeron Cétautomatix ou encore l'ancien du village Agecanonix, ont également leur part de célébrité. Du côté des femmes, on note Iélosubmarine, épouse du poissonnier, Bonemine, épouse du chef Abraracourcix, la belle Falbala, qui rend fou d'amour le naïf Obélix, ou encore l'épouse d'Agecanonix, très belle femme récurrente dans les albums, dont on ne connait pourtant pas le patronyme. D'autres personnages secondaires ont aussi marqué les mémoires, tels Jolitorax (Astérix chez les Bretons) ou Ocatarinetabellatchitchix (Astérix en Corse). Dans Le Cadeau de César, la jeune Coriza, dite Zaza, prend les traits d'Isabelle Uderzo, fille du dessinateur de la série.

#### Astérix

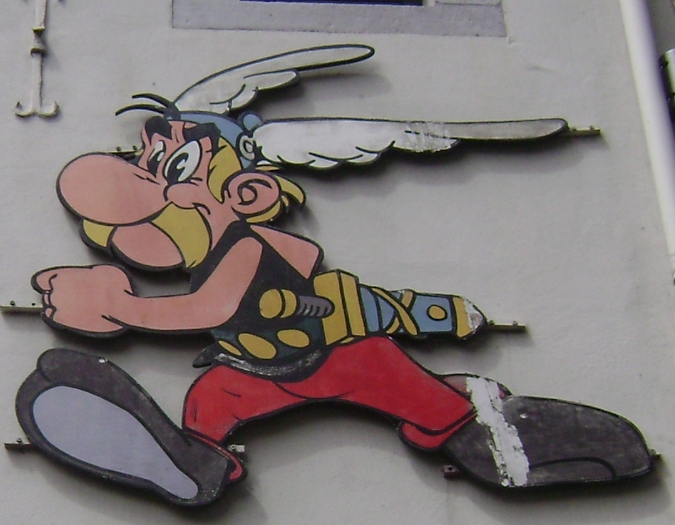
Astérix, représenté sur un mur à Saint-Trond en Belgique

Astérix est un guerrier gaulois et le héros de la série. Lors de ses diverses aventures, Astérix est presque toujours accompagné de son meilleur ami Obélix et de son chien Idéfix. Il apparaît dès la première planche de la première histoire, où il porte déjà son habit caractéristique composé d'un haut noir, d'un pantalon rouge, d'une épée portée sur le côté et d'un casque agrémenté de deux plumes qui, selon leurs orientations, révèlent son humeur. Petit et mince, voire chétif, Astérix est physiquement loin des stéréotypes des héros de bande dessinée de l'époque. Au début, Albert Uderzo voulait le dessiner grand et fort, mais le scénariste René Goscinny souhaitait absolument un anti-héros qui ait « un physique marrant ». Les auteurs souhaitaient qu'il soit teigneux, malin plutôt qu'intelligent et débrouillard afin de coller à la caricature du Français moyen. Son nom commence par la lettre « A » afin, selon les auteurs, d'être référencé au début des futures encyclopédies de bande dessinée. Il vient d'un signe typographique, l'astérisque. Un pseudo-suffixe -ix est ajouté en référence au chef gaulois Vercingétorix.
Astérix est né en 85 av. J.-C., le même jour que son meilleur ami Obélix. Cette révélation est tardive et contradictoire. C'est en effet en 2001 avec l'album Astérix et Latraviata qu'est célébré l'anniversaire commun des deux amis ; alors que précédemment dans l'album Obélix et compagnie, en 1976, l'anniversaire du seul Obélix est fêté. Le père d'Astérix s'appelle Astronomix et sa mère Praline. Tous deux tiennent une boutique de souvenirs à Condate avec les parents d'Obélix, (eux aussi apparaissent tardivement, dans l'album Astérix et Latraviata). Astérix a un cousin germain breton, Jolitorax et il est généralement admis qu'il est célibataire et sans enfant. Cependant, dans l'album 34 L'anniversaire, la quatrième case (planche 3A) de la page 7 le montre saluant son fils et sa belle-fille. Il est vrai que cette courte histoire est présentée comme une vision d'Uderzo (planche 4A, page 8), finalement ramenée à un rêve (planche 4B, page 8).

#### Obélix

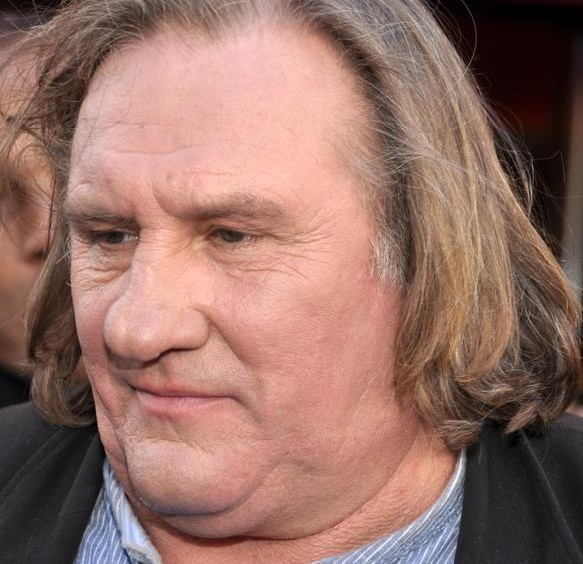
Gérard Depardieu incarne le personnage d'Obélix dans les films adaptés de la série sauf dans Astérix et Obélix : l'Empire du Milieu où Obélix est incarné par Gilles Lellouche.

Obélix, le livreur de menhirs, est le meilleur ami d'Astérix qu'il accompagne toujours dans ses aventures. Il a un chien nommé Idéfix. Contrairement à Astérix, qui doit boire de la potion magique, Obélix est lui tombé dans la marmite de potion magique quand il était petit, ses effets sont donc permanents chez lui. Son nom vient sans doute, comme celui d'Astérix, d'un signe typographique, l'obèle ou bien de l'obélisque égyptien.
La présence d'Obélix dans la série est un vœu d'Albert Uderzo : alors que René Goscinny souhaite que le personnage principal, Astérix, ait un petit gabarit, Uderzo insiste pour lui adjoindre un partenaire au physique hors normes, qui correspond plus à ses préférences en matière de dessin. Il apparaît dès la première planche de la première histoire, dans laquelle il porte une hache à la ceinture, instrument qui disparaît dès la planche suivante. En revanche, sa tenue demeure la même tout au long de la série : des braies à raies verticales blanches et bleues et le torse nu. Dans cette première histoire, sa présence n'est qu'anecdotique, mais il prend de l'importance dès le deuxième album, La Serpe d'or, au point d'être considéré comme le co-héros de la série.
Doté d'un appétit jamais satisfait, Obélix apprécie la chasse aux sangliers et les festins copieux et interminables. « Cauchemar des Romains », il est aussi susceptible et sa colère fuse lorsqu'on le traite de « gros ». Il voue un amour déçu et secret à la belle gauloise Falbala.

Obélix est né en 85 av. J.-C., le même jour que son meilleur ami Astérix. Son père s'appelle Obélodalix et sa mère Gélatine. Tous deux tiennent une boutique de souvenirs à Condate avec les parents d'Astérix. Il a un cousin germain à Lutèce, Amérix, qui fabrique des serpes d'or. Il n'a apparemment pas d'enfant mais Goscinny et Uderzo lui ont tout de même imaginé un descendant, nommé Obélisc'h, qui vit au XXe siècle. 

#### Idéfix
Idéfix est le chien d'Obélix. Il fait sa première apparition dans la neuvième planche de l'histoire Le Tour de Gaule d'Astérix, dans laquelle il suit Astérix et Obélix tout au long de leur périple à travers la Gaule, sans que ceux-ci y prêtent attention, jusqu'à la dernière planche où Obélix le remarque et lui donne un os. Un concours est lancé dans le journal Pilote pour lui trouver un nom : Idéfix est choisi par les lecteurs, préféré à Patracourcix, Trépetix et Paindépix.
Idéfix est un petit chien blanc dont la race est indéterminée. Court sur pattes dans ses premières apparitions, il prend de la hauteur et s'affine au fil des albums. Il accompagne les deux héros de la série dans toutes leurs aventures, à l'exception de quatre albums, Astérix chez les Bretons, Astérix légionnaire, Astérix chez les Helvètes et Les Lauriers de César, dans lesquels il reste au village.
Idéfix ne parle pas : il s'exprime par des aboiements et ses pensées sont presque exclusivement imagées. Il est en revanche doué de sentiments, ne supportant pas que l'on fasse du mal aux arbres. Il noue une relation privilégiée avec Obélix, qui le prend souvent au creux de sa main. En 1974, il devient l'emblème des studios d'animations qui portent son nom. Les auteurs pastichent alors le logo de la Metro-Goldwyn-Mayer, en mettant Idéfix à la place du lion, surmontant la devise « Delirant isti Romani ! » (« Ils sont fous, ces Romains ! »).
À partir de 2021, la série Idéfix et les Irréductibles sort en dessin animés et en BD, elle raconte les aventures d'Idéfix à Lutèce, deux ans avant sa rencontre avec Astérix et Obélix.

#### Panoramix
Panoramix est le druide du village. Figure de vieux sage, c'est de lui que dépend la survie du village car il est le seul à posséder le secret de la potion magique, qui ne se transmet que « de bouche de druide à oreille de druide ». Il apparaît dès le premier album, Astérix le Gaulois, dans la troisième planche. Comme tous les habitants du village, il a sa propre tenue, composée d'un habit blanc et d'une cape rouge. Facilement reconnaissable à sa longue barbe blanche, il porte toujours une serpe en or qui lui permet de cueillir le gui, ingrédient essentiel de la potion magique. Son nom vient de « Panoramique », un vaste paysage.

#### Abraracourcix
Il est le chef du « village des fous » et se déplace presque exclusivement sur un bouclier porté par deux guerriers. Il apparaît pour la première fois dès la sixième planche de la première histoire de la série. Son nom provient de l'expression « tomber sur quelqu'un à bras raccourcis » qui signifie attaquer violemment en pliant ses bras. Bien qu'il soit le chef et un ancien guerrier qui a notamment participé à la bataille d'Alésia, il ne semble toutefois pas à la hauteur de son rôle et la plupart des décisions importantes sont prises par Astérix ou Panoramix. Néanmoins, il possède certaines compétences de chef, se tenant parfaitement au courant de la situation politique extérieure : il connaît les derniers événements du conflit qui oppose, dans l'album Astérix légionnaire, César aux partisans de Pompée en Afrique.
Ventripotent, amateur de bonne chère, une santé solide si ce n'est une grosse crise de foie. Il est marié avec Bonemine. Cette dernière prend l'ascendant sur lui régulièrement en particulier dans leur hutte. Abraracourcix est le fils de l'ancien chef du village, ce qui laisse supposer que la transmission du titre de chef se fait héréditairement, mais le fait qu'il n'ait pas d'enfant ne semble pas poser de problème de succession aux habitants du village. Il a aussi un frère, Océanix, et un neveu, Goudurix, qui vivent à Lutèce, tout comme son beau-frère Homéopatix, qu'il déteste pour son côté nouveau riche. L'épouse de ce dernier se nomme Galantine.

#### Assurancetourix
Assurancetourix est le barde du village. Sa voix insupportable lui vaut d'être régulièrement assommé, notamment par Cétautomatix, le forgeron du village. Ce dernier l'empêche également de chanter des chants d'encouragement lors des départs d'Astérix et Obélix en aventure. Capable par son chant de faire fuir les animaux de la forêt, les Normands ou les lions du cirque, voire de déclencher des pluies torrentielles ou de faire tourner le lait, il est mis à l'écart, ligoté et bâillonné lors des banquets qui clôturent chacune des aventures. Il se considère toutefois comme un génie artistique incompris, mais il n'est pas pour autant rejeté par les autres habitants du village, qui savent lui reconnaître certaines qualités : « il chante aussi mal qu'il est bon camarade » dit de lui le chef Abraracourcix dans l'album Astérix gladiateur, à quoi le druide Panoramix ajoute : « c'est un Excellent camarade ! » Les habitants du village vont même l'utiliser pour faire fuir les Normands dans Astérix et les Normands et les locataires romains dans Le Domaine des Dieux.
Vivant en haut d'un arbre, il joue aussi le rôle de guetteur, avertissant régulièrement le village en cas d'attaque des Romains. Dans Le Papyrus de César, il possède un instrument, le Beuglophon, permettant, via une réaction en chaîne, d'avertir Astérix, Obélix et Panoramix lorsque le village est en danger.

#### Jules César
Présenté dans l'album Astérix gladiateur comme un dictateur, le personnage de Jules César dans la bande dessinée est une représentation du personnage historique éponyme, ancien consul romain, conquérant de la Gaule. Il apparaît dès la première planche de la première histoire. Toutefois, et contrairement à ce que prétend la série (et la croyance populaire) César n'eut jamais le titre d'empereur, il fut seulement imperator, "général en chef" en latin.
La présence du village de fous, « qui résiste encore et toujours à l'envahisseur », l'irrite au plus haut point. Malmené par ces derniers, la figure du personnage historique est néanmoins respectée puisqu'il n'est jamais atteint physiquement par les coups, ni menacé dans sa fonction par les irréductibles Gaulois. Le personnage de Jules César est souvent moqué par les auteurs : sa façon de parler de lui-même à la troisième personne et ses célèbres citations latines sont fréquemment détournées et parodiées. Son évolution dans la série montre sa préoccupation à vouloir tenir une grande place dans l'Histoire en étant jugé comme un homme digne, alors qu'il perd souvent son sang-froid dans les situations où il n'arrive pas à se faire craindre et respecter. Sa stature de personnage historique est néanmoins toujours rétablie en mettant en avant sa clémence.
La série Astérix met en scène un personnage qui règne en maître absolu sur une république décadente : ses conseillers, corrompus, ne pensent qu'à boire et à manger, ce qui leur vaut d'être représentés sous les traits de personnages lourds et somnolents. César est également malmené par Cléopâtre, la « reine des reines », avec qui il a un fils nommé Césarion. Il possède également un fils adoptif, Brutus. Celui-ci apparaît, le plus souvent brièvement, dans quatre des albums de la série.
La représentation physique du personnage est fidèle aux effigies antiques et aux gravures sur les monnaies. De même, le dessinateur se conforme à la description qu'en a fait l'écrivain latin Suétone : la poitrine large, la taille élancée, les yeux vifs, César porte sur sa tête la couronne de laurier de l'Imperator. Son physique évolue cependant considérablement au sein même de l'album Astérix le Gaulois, entre sa première apparition à la planche 1 et son retour à la fin de l'histoire : le nez long et droit pointant au milieu d'un visage rond laisse la place à un nez toujours long, mais cassé, dans un visage taillé à la serpe.

### Personnages secondaires

#### Le«village des fous»
Les membres importants du village incarnent un corps de métier. Cétautomatix est le forgeron, il apparaît pour la première fois dans la planche onze de la première histoire, avec un physique différent des albums suivants. Sa forme graphique définitive se voit dans Astérix et les Normands après plusieurs transformations (auparavant, il apparaît avec un physique différent dans chaque album). C'est aussi un critique musical et culinaire brutal qui frappe Assurancetourix pour l'empêcher de chanter ou Ordralfabétix quand il juge à l'odeur ses poissons pas assez frais. Ce dernier est le poissonnier du village, apparu pour la première fois dans la première planche de l'histoire Astérix en Hispanie. Il est créé par les auteurs afin de donner un prétexte aux Gaulois de se bagarrer entre eux : la qualité de ses poissons, importés de Lutèce (alors que le village est au bord de la mer), est source de beaucoup de conflits dans le village. Son nom vient de « ordre alphabétique ».
Le village comporte aussi des femmes, dont Bonemine, l'épouse du chef qui apparaît pour la première fois dans l'histoire Le Bouclier arverne. Elle se considère comme « la première dame du village » et elle n'hésite pas à abuser de sa position auprès des autres dames du village ; elle est aussi très dirigiste avec son mari, Abraracourcix. Agecanonix, le doyen du village, est marié à une jeune femme belle et élancée seulement connue sous le nom de madame Agecanonix. Enfin, Iélosubmarine est poissonnière et l'épouse d'Ordralfabétix ; son nom fait référence à la chanson des Beatles Yellow Submarine.

#### Autres Gaulois
Falbala est la fille de Plantaquatix, un villageois ; elle étudie à Condate. Elle apparaît pour la première fois dans la première planche de l'histoire Astérix légionnaire. Très belle, elle fait tomber sous son charme Obélix. Puis c'est Astérix qui succombera à un de ses baisers. Elle est fiancée à Tragicomix, jeune homme qui apparaît lui aussi pour la première fois dans l'histoire Astérix légionnaire. Il tient un commerce de location de chars et de chevaux à Condate, mais est enrôlé de force dans les légions romaines. Le cousin d'Obélix Amérix apparaît dans l'histoire La Serpe d'or : il fabrique des serpes à Lutèce, mais il est enlevé par Avoranfix. Ce dernier dirige un réseau de trafic de serpes qu'il vend à prix d'or avec son homme de main, Lentix. Dans Le Tour de Gaule d'Astérix, plusieurs Gaulois apparaissent pour aider Astérix et Obélix, Beaufix de Lugdunum, Changéledix capitaine de navire à Burdigala, Labeldecadix surnommé « César » tenancier à Massilia. Goudurix est le neveu d'Abraracourcix qui apparaît notamment dans Astérix et les Normands : très peureux, il est enlevé par les Normands qui veulent le lancer du haut d'une falaise car, paraît-il, « la peur donne des ailes » - ils ignorent en effet la peur et veulent en percer le secret. Il est une caricature des jeunes yéyés à la mode dans les années 1960. Pneumatix est le livreur de courrier du village. Il apparaît occasionnellement, la plupart du temps au début de l'histoire, où les nouvelles qu'il apporte sont les points de départ des aventures.
Quelques rares Gaulois assument également les rôles d'antagonistes. Ils ne sont pas foncièrement mauvais, mais sont appâtés par la richesse ou la gloire, ce qui les conduit à s'allier avec les Romains. Ils finissent bien souvent par le regretter. Dans Le Tour de Gaule d'Astérix, Quatrédeusix de Divodurum et Odalix d'Aginum tentent de trahir leurs compatriotes en essayant de vendre Astérix et Obélix aux Romains. Dans La Serpe d'Or, Avoranfix et Lentix font du trafic de serpes pour le compte du gouverneur romain. Des brigands croisent également la route d'Astérix et Obélix (dans les premières aventures principalement). Dans Le Combat des chefs, Aplusbégalix, chef du village de Serum, tente de devenir Gallo-romain. C'est en revanche la cupidité du chef Moralélastix dans Astérix et le Chaudron qui le pousse à traiter avec les Romains. Le faux devin Prolix, dans Le Devin, tente de s'enrichir sur le dos des naïfs habitants du village. Seul Acidenitrix dans Le Grand Fossé semble déroger à cette règle.
Physiquement, les Gaulois possèdent la caractéristique d'être blonds ou roux, sauf pour les plus anciens (Agecanonix, Panoramix) qui ont naturellement les cheveux blancs. Mais les personnages du sud-est de la Gaule (de Massilia, Corses ou Arvernes) sont presque tous bruns. Les Gaulois se reconnaissent aussi par la terminaison de leur nom en -ix pour les hommes. Les Celtes en général, ainsi que les Belges, les Bretons et les Helvètes possèdent également une moustache ou une barbe. Les Corses ont essentiellement un visage glabre, à l'instar des Romains, ce qui suggère qu'ils ont une particularité propre (historiquement et ethniquement, les Corses ne sont pas Celtes mais se rapprochent des peuples Italiques).

#### Les Romains
Le premier Romain à avoir un rôle important dans les aventures d'Astérix est Caius Bonus, dans la première histoire de la série. Il est le centurion du camp de Petibonum. Il rêve de prendre la place de César ; pour réaliser son ambition il fait enlever Panoramix afin de s'emparer de la potion magique. Accompagné de son aide de camp, Marcus Sacapus, il envoie le légionnaire Caligula Minus espionner dans le village d'Astérix déguisé en Gaulois. Gracchus Pleindastus est le préfet de Lutèce dans l'histoire La Serpe d'or, mais aussi le chef du trafic de serpes qui sévit dans la ville. Caligula Alavacomgetepus est le préfet des Gaules dans Astérix gladiateur. Il a l'idée d'amener un irréductible Gaulois en cadeau à Jules César. Il confie cette mission à Gracchus Nenjetépus, alors centurion de Petibonum. D'abord perplexe, celui-ci décide de s'acquitter de sa tâche en faisant capturer le barde Assurancetourix. Ce personnage est également présent dans Le Tour de Gaule d'Astérix. Caius Obtus est un organisateur des jeux du cirque, peu apprécié par Jules César. Son second, Briseradius, est un entraîneur de gladiateurs. Chargé de former Astérix et Obélix, il démissionne rapidement. Parmi les personnages de l'album Le Tour de Gaule d'Astérix apparaissent plusieurs Romains chargés d'arrêter Astérix et Obélix à la suite du pari conclu avec Lucius Fleurdelotus, l'envoyé spécial de Jules César : Encorutilfaluquejelesus le préfet de Lugdunum, Quintilius légionnaire romain de Camarucum, Plexus et Radius, deux brigands qui détroussent Astérix et Obélix et se font capturer par erreur par une patrouille romaine, Yenapus préfet de Tolosa. Dans Astérix et Cléopâtre, Jules César confie la mission de détruire le palais d'Alexandrie au général Chorus.
Marcus Junius Brutus est un personnage historique souvent présent dans la série. Dans les premières histoires, il est représenté comme un peu bête, dans l'ombre de Jules César. Il sert aux auteurs pour faire des clins d'œil à la grande histoire. Dans la suite, le personnage évolue. Ainsi, dans Le Fils d'Astérix, il devient un « dévoyé sans scrupules ».
Dans bon nombre d'albums de la série, les haut gradés romains sont corrompus et cherchent à renverser César.

### Autres

#### Les pirates
Les pirates sont une bande de flibustiers, qui parcourt les mers pour attaquer des navires. Elle est composée du chef Barbe Rouge, de la vigie noire Baba, qui ne prononce pas les « r », et de Triple-Patte qui doit son surnom à sa jambe de bois et qui a la particularité de formuler des citations latines avant et après les naufrages. D'autres membres d'équipage dont les noms sont inconnus apparaissent ; le fils de Barbe-rouge, Erix, fait une apparition dans Le Tour de Gaule d'Astérix avant de disparaître complètement, laissé en caution par son père pour acheter un nouveau bateau. La présence des pirates parodie la série Barbe-Rouge de Jean-Michel Charlier et Victor Hubinon qui paraît en même temps dans Pilote. Il s'agit d'un comique de répétition dans la série, puisque dans presque chaque grande histoire, leur bateau est coulé par les Gaulois. Ils apparaissent pour la première fois à la planche onze de Astérix gladiateur.

#### Les Goths
Les Goths apparaissent dans Astérix et les Goths. Le chef des Wisigoths, Téléféric, souhaite s'emparer de la potion magique pour conquérir les territoires des Ostrogoths, puis la Gaule et la République romaine. Sa seconde préoccupation est d'offrir des divertissements à son peuple. Il communique avec les Gaulois par l'intermédiaire du traducteur Cloridric, un lâche et un fourbe qui lui ment en lui faisant croire que Panoramix va lui livrer très bientôt le secret de la potion magique. Il va ensuite devenir le chef suprême des Goths lors des « guerres astérixiennes », qui sont la conséquence d'une stratégie d'Astérix consistant à donner de la potion magique aux Goths afin qu'ils se battent entre eux et oublient leur plan d'envahissement de la Gaule. Elle va mettre en scène notamment, Casseurdebric, Electric, Liric, Passmoilcric ou encore Satiric. Coudetric est le chef Goths qui capture Panoramix lors du concours annuel des druides.
Les Goths apparaissent également dans Astérix légionnaire en la personne de deux candidats à l'engagement dans la légion romaine à Condate, Chimeric et Figuralegoric. Mais ce dernier, trop maigre, est refusé et seul l'autre participe au reste de l'aventure.

#### Les Phéniciens
Le Phénicien le plus emblématique de la série est le marchand Épidemaïs. Il apparaît pour la première fois dans Astérix Gladiateur où il embarque Astérix et Obélix sur son bateau pour Rome. Il a une étrange conception de l'entreprise puisqu'il exploite ses associés, qui sont chargés de ramer, car ils ont mal lu le contrat d'association avant de le signer. Il apparaît aussi dans L'Odyssée d'Astérix où il conduit les héros vers la Mésopotamie ; cette fois, les rameurs sont les participants d'un club de vacances-croisière, dont on se doute qu'ils ont été également dupés,.

#### Les Égyptiens
Les Égyptiens apparaissent essentiellement dans Astérix et Cléopâtre ; la reine Cléopâtre VII est un personnage historique, mais les auteurs caricaturent son caractère : elle est très colérique, moqueuse, excentrique, mais aussi juste et reconnaissante ; son nez est source de gag et de bons mots inspirés par la phrase de Blaise Pascal. : " Le nez de Cléopâtre s'il eut été plus court, toute la face de la Terre aurait change. "Elle réapparaît dans Le Fils d'Astérix. À la suite d'un pari avec César, elle confie la construction d'un palais à l'architecte Numérobis qui fait appel à son ami Panoramix pour le finir dans les temps impartis. Son scribe s'appelle Misenplis. Son rival Amonbofis va tout faire pour l'en empêcher avec son complice Tournevis. César possède un espion égyptien nommé Ginfis qui lui fait des rapports réguliers.

#### Les Bretons
Les Bretons apparaissent dans l'histoire Astérix chez les Bretons. Le personnage principal est Jolitorax, cousin germain d'Astérix venu en Gaule pour demander l'aide des irréductibles Gaulois. Les autres personnages de son village sont le Calédonien (écossais) Mac Anotérapix, l'Hibernian (irlandais) O'Torinolaringologix et le chef Zebigbos. Cassivellaunos est un personnage historique, chef breton lors de l'invasion par Rome. Ipipourax est un joueur de rugby de Camulodunum soigné avec de la potion magique au cours du match. Relax est un aubergiste qui cache le trio recherché par les Romains, son cousin est Surtax.

#### Les Normands
Les Normands sont présents dans Astérix et les Normands. Ils sont les ancêtres imagés des Vikings. Leur chef, Olaf Grossebaf, souhaite envahir la Gaule pour connaître la peur dont on dit qu'elle donne des ailes. Mataf est la vigie du drakkar normand. Dactilograf et Sténograf sont chargés de lancer Goudurix du haut de la falaise pour le faire voler.

#### Emprunts à d'autres œuvres
Dans Astérix chez les Belges on trouve brièvement les Dupond et Dupont empruntés aux Aventures de Tintin.

## Publications

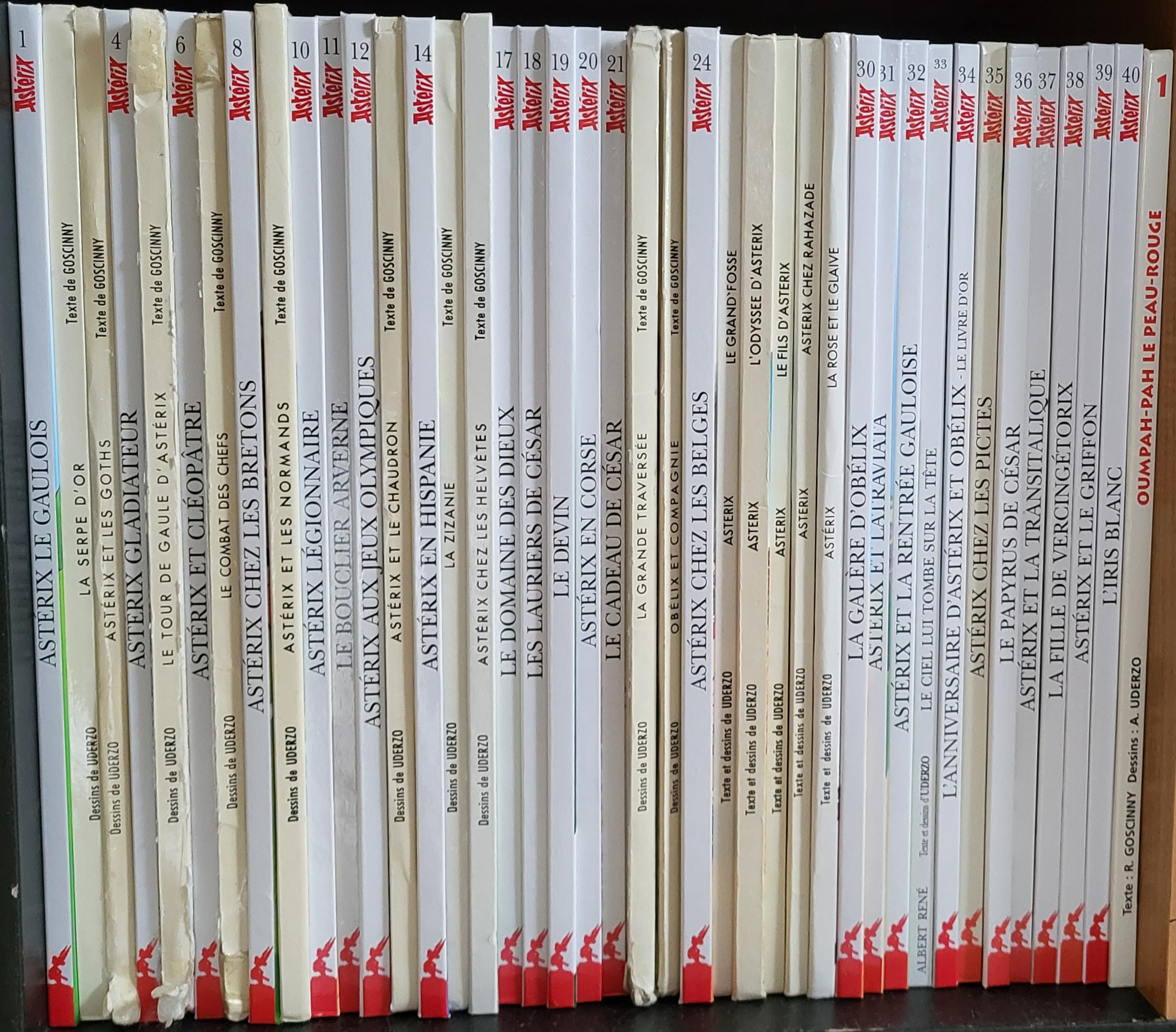
Astérix tomes 1 à 40 et Oumpah-pah tome 1.

### Historique des publications d'Astérix
La série naît en même temps que le journal Pilote puisqu'elle fait sa première apparition dans le premier numéro du journal du 29 octobre 1959 avec l'histoire Astérix le Gaulois. La série paraît dans le journal au rythme d'une à deux pages par semaine jusqu'au no 38 du 14 juillet 1960. L'année suivante, cette histoire est publiée en album, le premier de la série. La série fait rapidement son retour dans l'hebdomadaire avec la publication de la seconde histoire La Serpe d'or à partir du no 42 du 11 août 1960 jusqu'au no 74 du 23 mars 1961 (en album en 1962). Au rythme d'une histoire par an, Astérix et les Goths commence sa publication dans le no 82 jusqu'au no 122.

### Succès mondial
Sur les 393 millions d'albums vendus (en 2023), on estime à 130 millions ceux vendus dans les pays francophones, à 120 millions en Allemagne, à 23 millions au Royaume-Uni ainsi qu'aux Pays-Bas, à 24 millions en Espagne et les autres pays hispanophones, à 5 millions en Suède, à 5,5 millions en Italie et au Portugal, à 4 millions pour la Finlande, la Norvège et le Danemark, à 7 millions en Grèce, à 3 millions au Brésil et à 1,5 million en Pologne. On remarque l'absence des États-Unis où le héros n'a jamais percé malgré une tentative de traduction,. Le succès de ces albums en Italie est remarquable, bien que les Romains y soient généralement tournés en dérision et y subissent la plupart du temps des défaites infligées par les « irréductibles » Gaulois.
Astérix a ainsi été traduit en 117 langues selon les éditions Albert-René. Les albums sont d'abord traduits dans la langue de destination, puis retraduits en français et relus par Albert Uderzo et René Goscinny pour s'assurer du bon niveau de la traduction[réf. nécessaire].
Plusieurs albums ont été traduits dans des langues régionales ou minoritaires. En France, l'album La Rentrée gauloise a été traduit dans 6 langues régionales, mais c'est en Allemagne qu'on trouve le plus grand nombre de traductions dans des parlers régionaux (65 albums et 29 dialectes).
Astérix a également été traduit en latin pour l'album Le Ciel lui tombe sur la tête (Caelum in caput ejus cadit) et en espéranto à partir de 1979.

## Reconnaissance

### Critiques
Astérix le Gaulois est classé à la 23e place des 100 meilleurs livres du XXe siècle.

### Hommages

#### Aérospatiale et astronomie
En 1965, le premier satellite artificiel français mis en orbite prend le nom d'Astérix.
Dans les années 1990, quatre astéroïdes de la ceinture principale sont baptisés Astérix, Obélix, Panoramix et Idéfix. En 2008, un autre de ces astéroïdes orbitant entre les planètes Mars et Jupiter a été nommé Uderzo.

#### Entomologie

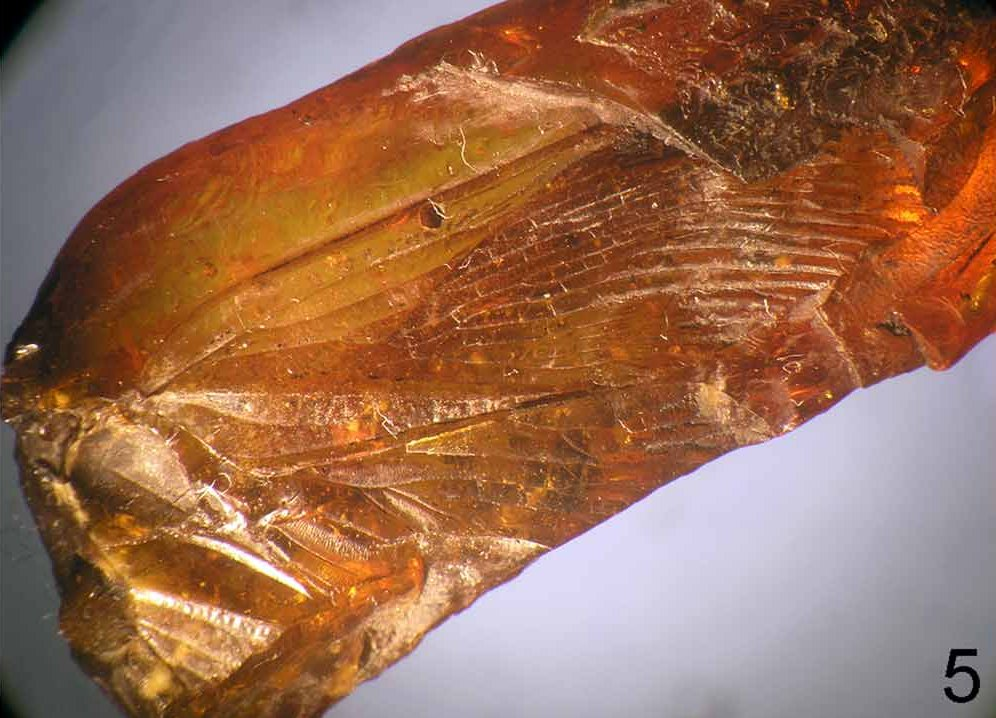
Aile de l'hémiptère de l'Eocène Ordralfabetix sirophatanis, figée dans l'ambre.

Un insecte hémiptère fossile, découvert en 2011 dans l'ambre de l'Oise et daté de l'Éocène inférieur (-55 millions d'années environ), a été baptisé Ordralfabetix sirophatanis en hommage à Ordralfabétix, le poissonnier du village.

#### Numismatique

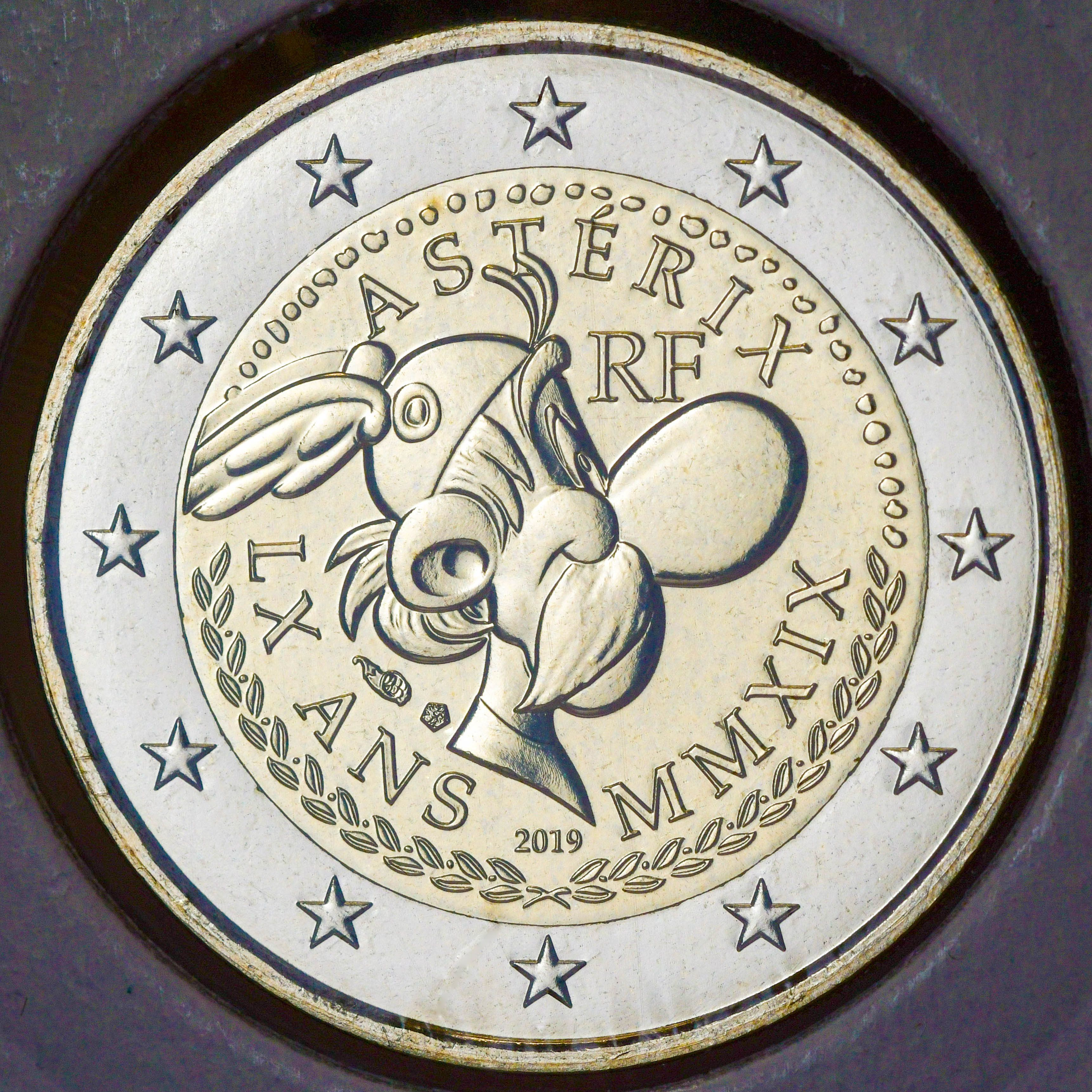
2 euros, 2019

La Monnaie de Paris a frappé en octobre 2013 trois pièces « Astérix » :
- face 1 : un dessin issu de l’album Astérix le Gaulois ;
- face 2 : un dessin issu de l’album Astérix chez les Belges ;
- face 3 : un dessin issu de l’album Astérix chez les Pictes ;
- revers commun : le village gaulois tel que représenté au début de chaque album.

En 2015, la Monnaie de Paris a frappé vingt-sept pièces pour la collection « Valeurs de la République »:
- 24 pièces en argent, de valeur faciale de 10 euros incarnent la devise de la République (Liberté, Égalité, Fraternité) ;
- deux en argent de valeur faciale de 50 euros incarnent la Paix ;
- une en or de valeur faciale de 500 euros incarne la République.

#### Philatélie
En 2009, pour commémorer les cinquante ans de la série, la société de la poste française émet une collection de 6 timbres, chacun d'une valeur de 0,56 €. Placés dans une page pleine, il comprend « Idéfix », le timbre le plus petit jamais émis, et « Obélix » portant un menhir recouvert de poudre de pierre, devenant ainsi le timbre le plus gros et le plus lourd.
Dix ans plus tard, afin de commémorer les 60 ans d'Astérix et les 30 ans du Parc Astérix, la Poste émet une bande-carnet de 12 timbres autoadhésifs baptisé « Tous timbrés! Tous irréductibles! ».

#### Expositions
Astérix a fait l'objet d'une exposition à Bruxelles en 2005, intitulée « Le monde-miroir d’Astérix »,.
Du 16 octobre 2013 au 19 janvier 2014 s'est tenue à la Bibliothèque nationale de France une exposition, qui faisait notamment suite au don de planches originales de trois albums d'Astérix par Albert Uderzo à la BNF. Cette rétrospective coordonnée par Carine Picaud, conservatrice à la réserve des livres rares, a été accompagnée d'un ouvrage coédité par la BNF et Hazan : Astérix de A à Z. Le bruit court que la BNF pourrait recevoir un don de toutes les planches toujours en possession d'Albert Uderzo (il y en aurait environ 1200).
En parallèle, une autre exposition, intitulée Astérix s'affiche à Bercy Village !, s'est tenue à Bercy Village du 4 octobre 2013 à mi-janvier 2014.

### Aux enchères
« Les planches originales de la bande dessinée Astérix sont très rares sur le marché et sont saluées par des enchères de très haut niveau », explique Kapandji Morhange aux Echos. Quelques exemples, :
- la planche 44 de l’album Le Combat des chefs a été adjugée pour 84 000 euros ;
- la planche 31 d’Astérix en Hispanie pour 137 000 euros ;
- une planche d’Astérix gladiateur pour 230 000 euros en 2012 ;
- la planche 7 d'Astérix et Cléopâtre (où Panoramix complimente le nez de Cléopâtre) pour 151 000 euros en 2013 ;
- la planche 38 d’Astérix en Corse pour 75 000 euros en 2013 ;
- la planche 3 de l'album Les Lauriers de César pour 72 000 euros, et la planche 27 du même album pour 75 000 euros en 2013[95] ;
- la couverture originale de Le Devin pour 193 500 euros en avril 2014 ;
- une planche d’Astérix en Corse pour 145 500 euros en avril 2014[96] ;
- la planche 12 d'Astérix et Cléopâtre pour 151 200 euros en mai 2014 ;
- la planche 7 de l'album Les Lauriers de César pour 119 700 euros en mai 2014 ;
- la planche 25 de l'album Les Lauriers de César pour 107 100 euros en mai 2014[97].

## Adaptations

### Disques et radio
- 1960 : Feuilleton radiophonique diffusé tous les jeudis soirs sur Radio Luxembourg dans l'émission Pilote à partir du 6 octobre 1960. Le comédien Guy Piérauld prête sa voix au personnage d'Astérix, celle du druide Panoramix est assurée par Jean Gold, tandis que celle d'Obélix est interprétée par Albert Augier[c 23].
- 1960 : Disque 33 tours Astérix le Gaulois, adapté et réalisé par Jacques Garnier, est publié en décembre 1960 par le label Festival. Dérivant du feuilleton radiophonique, les doubleurs sont les mêmes que pour celui-ci[c 23].
- 1962 : Disque La Serpe d'or, seconde adaptation sonore des aventures d'Astérix, sortie en décembre 1962. De même que le précédent, le disque dérive du feuilleton radiophonique et les doubleurs sont les mêmes[c 23].
- 1966 : Nouvelle émission de radio quotidienne, diffusée à partir du 18 juillet entre 12 h 20 et 12 h 30 sur France Inter. Claude Villers assure alors l'adaptation radiophonique des aventures du village gaulois, réalisées par Claude Dupont et mises en musique par Gérard Calvi. Les acteurs Roger Carel et Jacques Morel prêtent leurs voix à Astérix et Obélix[c 23].
- 1966 : Disque Astérix : ils chantent !, disque 45 tours (extended play), produit par le label Vogue contenant quatre chansons écrites et composées par le trio Goscinny-Uderzo-Calvi et chantées par Roger Carel et Jacques Morel[98],[99],[c 23].
- 1967 : Disque Le Menhir d'or, produit par le label Philips. Goscinny et Uderzo signent pour l'occasion un scénario inédit, dans lequel un grand concours des bardes gaulois est organisé en forêt des Carnutes, avec la participation d'Assurancetourix, qui interprète Menhir montant[c 23] (parodie de la chanson Ménilmontant de Charles Trenet) et d'autres bardes chantant Le folklore armoricain (parodie de Le folklore américain par Sheila en 1965), Si j'avais un dolmen (parodie de Si j'avais un marteau par Claude François en 1963) et Massilia mes amours (parodie de Marseille de mes amours).
- 1967 : Dramatique radiophonique Astérix et les Normands, adaptation avec Roger Carel[100].
- 2019 : Un spectacle radiophonique en public Astérix et la Zizanie (59 minutes, adaptation et réalisation de Cédric Aussir), est diffusé le 22 décembre 2019 sur France Culture, avec Laurent Stocker (Astérix) et Guillaume Briat (Obélix)[101].
- 2020 : Réenregistrement de l'album Le Menhir d'or (31 minutes) avec Jean-Claude Donda (Astérix) et Guillaume Briat (Obélix), disponible à l'écoute en ligne[102].

### À la télévision
Le téléfilm Deux Romains en Gaule, librement inspiré de l'univers d'Astérix et réalisé par Pierre Tchernia, est diffusé le 25 février 1967. Astérix et Obélix y apparaissent brièvement en tant que personnages animés. Goscinny et Uderzo y font aussi une apparition.
La série d’animation Idéfix et les Irréductibles, réalisée par Charles Vaucelle, est diffusée à partir du 2 juillet 2021.
La série d’animation Astérix et Obélix : Le Combat des chefs, adaptée de l’album homonyme et réalisée par Alain Chabat, est diffusée sur Netflix à partir du 30 avril 2025.

### Cinéma

#### Dessins animés
Au cours des années 1960, Jean Dejoux un chercheur à la RTF, met au point le procédé de l'animographe et le présente aux deux auteurs, Goscinny et Uderzo. Séduit, Georges Dargaud, le directeur du journal Pilote, entreprend en 1967 l'adaptation de l'album Astérix le Gaulois, produit par les studios Belvision, sans en informer les deux auteurs de la série. Ces derniers ne découvrent le film que lors d'une projection privée, mais ne s'opposent pas à sa sortie en salle.
Le succès est au rendez-vous avec 2 415 920 entrées, mais Goscinny et Uderzo ne sont pas convaincus par la qualité artistique du film. Ils apprennent alors qu'un second film est en cours de production chez Belvision, adapté du deuxième album de la série, La Serpe d'or. Ils s'opposent à la réalisation de ce projet et proposent à Georges Dargaud d'investir dans un long métrage dont ils superviseraient eux-mêmes la direction artistique. C'est ainsi que naît Astérix et Cléopâtre, tiré du sixième album des aventures d'Astérix. Albert Uderzo dessine le storyboard tandis que René Goscinny est épaulé par Pierre Tchernia dans l'adaptation du scénario. Ce dernier écrit pour le film trois chansons sur une musique composée par Gérard Calvi.
En 1974, Dargaud, Goscinny et Uderzo fondent les Studios Idéfix pour réaliser un troisième dessin animé, Les Douze Travaux d'Astérix. Contrairement aux deux précédents films, celui-ci n'est pas le fruit de l'adaptation d'un album, mais de l'écriture d'un scénario original par René Goscinny, avec la collaboration de Pierre Tchernia. Uderzo réalise de nombreuses planches de modèles des nouveaux personnages et la direction de l'animation est confiée à Pierre Watrin et Henri Gruel. La production débute à l'automne 1974 et le film sort en salle le 20 octobre 1976. La mort de René Goscinny en 1977 entraîne la fermeture des Studios Idéfix, mais les adaptations d'Astérix en dessins animés reprennent en 1985 avec Astérix et la Surprise de César.
| Année | Titre                                    | Réalisation                       | Box-office France  |
| 1967  | Astérix le Gaulois                       | Ray Goossens                      | 2 415 920 entrées  |
| 1968  | Astérix et Cléopâtre                     | René Goscinny et Albert Uderzo    | 1 953 308 entrées  |
| 1976  | Les Douze Travaux d'Astérix              | René Goscinny et Albert Uderzo    | 2 210 277 entrées  |
| 1985  | Astérix et la Surprise de César          | Gaëtan et Paul Brizzi             | 1 704 226 entrées  |
| 1986  | Astérix chez les Bretons                 | Pino Van Lamsweerde               | 1 730 995 entrées  |
| 1989  | Astérix et le Coup du menhir             | Philippe Grimond                  | 1 445 980 entrées  |
| 1994  | Astérix et les Indiens                   | Gerhard Hahn                      | 1 059 709 entrées, |
| 2006  | Astérix et les Vikings                   | Stefan Fjeldmark et Jesper Møller | 1 374 870 entrées, |
| 2014  | Astérix : Le Domaine des dieux           | Alexandre Astier et Louis Clichy  | 2 867 406 entrées  |
| 2018  | Astérix : Le Secret de la potion magique | Alexandre Astier et Louis Clichy  | 3 923 364 entrées  |
| ----- | ---------------------------------------- | --------------------------------- | ------------------ |

#### Films
- 1999 : Astérix et Obélix contre César de Claude Zidi, avec Christian Clavier (Astérix) et Gérard Depardieu (Obélix)
- 2002 :  Astérix et Obélix : Mission Cléopâtre d'Alain Chabat avec Christian Clavier (Astérix), Gérard Depardieu (Obélix) et Jamel Debbouze (Numérobis)
- 2008 :  Astérix aux Jeux Olympiques de Frédéric Forestier et Thomas Langmann avec Clovis Cornillac (Astérix), Gérard Depardieu (Obélix) et Benoît Poelvoorde (Brutus)
- 2012 :  Astérix et Obélix : Au service de Sa Majesté de Laurent Tirard avec Édouard Baer (Astérix) et Gérard Depardieu (Obélix)
- 2023 : Astérix et Obélix : L'Empire du Milieu de Guillaume Canet avec Guillaume Canet (Astérix) et Gilles Lellouche (Obélix)

### Jeux
Les aventures d'Astérix ont inspiré de nombreux jeux de société de plusieurs sortes (parcours, quiz…). Le premier en date, Astérix et la potion magique, de type jeu de hasard raisonné, a été édité par la société Noël en 1967.

### Parcs de loisirs
La bande dessinée a inspiré deux parcs de loisirs. Le premier, créé en 1967, a vu le jour près de Nice, mais celui-ci a rapidement fermé ses portes, le succès n'ayant pas été au rendez-vous. C'est en 1989 que le Parc Astérix actuel a ouvert dans l'Oise.

### Citations
1. ↑  Le chef Normand à Astérix : « Pour vous remercier selon la tradition normande, nous allons vous offrir un grand festin, (…), Vous goûterez le fin du fin de la cuisine normande de la crème à la crème ! » Astérix et les Normands, p. 45.

#### Ouvrages
- Aymar du Chatenet (dir.), Le Dictionnaire Goscinny, Milan, JC Lattès, septembre 2003, 1247 p. (ISBN 978-2-7096-2313-1, BNF 39131980)

1. 1 2 3 4  Astérix & Cie…, p. 135
2. 1 2  Le Dictionnaire Goscinny, p. 115
3. 1 2  Le Dictionnaire Goscinny, p. 116
4. 1 2  Le Dictionnaire Goscinny, p. 139.
5. ↑  Le Dictionnaire Goscinny, p. 138.
6. ↑  Le Dictionnaire Goscinny, p. 140.
7. ↑  Le Dictionnaire Goscinny, p. 141.
8. ↑  Le Dictionnaire Goscinny, p. 147
9. ↑  Le Dictionnaire Goscinny, p. 105.
10. ↑  Le Dictionnaire Goscinny, p. 106
11. ↑  Le Dictionnaire Goscinny, p. 125.
12. 1 2  Le Dictionnaire Goscinny, p. 126.
13. 1 2  Le Dictionnaire Goscinny, p. 129
14. ↑  Le Dictionnaire Goscinny, p. 144
15. ↑  Le Dictionnaire Goscinny, p. 145
16. ↑  Le Dictionnaire Goscinny, p. 242
17. 1 2  Le Dictionnaire Goscinny, p. 132
18. ↑  Le Dictionnaire Goscinny, p. 131
19. ↑  Le Dictionnaire Goscinny, p. 238
20. ↑  Le Dictionnaire Goscinny, p. 159
21. ↑  Le Dictionnaire Goscinny, p. 160
22. ↑  Le Dictionnaire Goscinny, p. 185
23. 1 2  Le Dictionnaire Goscinny, p. 188
24. 1 2  Le Dictionnaire Goscinny, p. 224
25. ↑  Le Dictionnaire Goscinny, p. 191
26. 1 2  Le Dictionnaire Goscinny, p. 190
27. ↑  Le Dictionnaire Goscinny, p. 151
28. ↑  Le Dictionnaire Goscinny, p. 154
29. ↑  Le Dictionnaire Goscinny, p. 161
30. 1 2  Le Dictionnaire Goscinny, p. 173
31. ↑  Le Dictionnaire Goscinny, p. 177
32. ↑  Le Dictionnaire Goscinny, p. 178
33. ↑  Le Dictionnaire Goscinny, p. 174
34. ↑  Le Dictionnaire Goscinny, p. 186
35. ↑  Le Dictionnaire Goscinny, p. 192
36. ↑  Le Dictionnaire Goscinny, p. 196
37. 1 2  Le Dictionnaire Goscinny, p. 176
38. 1 2  Le Dictionnaire Goscinny, p. 122
39. ↑  Le Dictionnaire Goscinny, p. 179
40. ↑  Le Dictionnaire Goscinny, p. 187
41. ↑  Le Dictionnaire Goscinny, p. 172
42. ↑  Le Dictionnaire Goscinny, p. 165
43. ↑  Le Dictionnaire Goscinny, p. 164
44. ↑  Le Dictionnaire Goscinny, p. 167
45. ↑  Le Dictionnaire Goscinny, p. 168
46. ↑  Le Dictionnaire Goscinny, p. 170
47. ↑  Le Dictionnaire Goscinny, p. 171
48. ↑  Le Dictionnaire Goscinny, p. 166
49. ↑  Le Dictionnaire Goscinny, p. 196 200
50. ↑  Le Dictionnaire Goscinny, p. 202
51. ↑  Le Dictionnaire Goscinny, p. 195
52. ↑  Le Dictionnaire Goscinny, p. 200
53. ↑  Le Dictionnaire Goscinny, p. 214
54. ↑  Le Dictionnaire Goscinny, p. 216
55. 1 2  Le Dictionnaire Goscinny, p. 219
56. 1 2  Le Dictionnaire Goscinny, p. 212
57. ↑  Le Dictionnaire Goscinny, p. 218
58. ↑  Le Dictionnaire Goscinny, p. 225
59. ↑  Le Dictionnaire Goscinny, p. 227

- Patrick Gaumer, Les années Pilote : 1959-1989, Pantin, Dargaud, février 1996, 303 p. (ISBN 978-2-205-04382-2, BNF 35802596)

1. ↑  Les années Pilote, p. 23.
2. ↑  Les années Pilote, p. 60.
3. ↑  Les années Pilote, p. 67.

- Carine Picaud (dir.) et al., Astérix de A à Z, Paris, Hazan et Bibliothèque nationale de France, 2013, 210 p. (ISBN 978-2-7541-0715-0 et 978-2-7177-2547-6, présentation en ligne)

1. ↑  Astérix de A à Z, p. 121.
2. 1 2 3  Astérix de A à Z, p. 122.
3. ↑  Astérix de A à Z, p. 144-145.
4. ↑  Astérix de A à Z, p. 146.
5. 1 2 3  Astérix de A à Z, p. 141-142.
6. 1 2  Astérix de A à Z, p. 50-51.
7. 1 2 3 4  Astérix de A à Z, p. 13.
8. ↑  Astérix de A à Z, p. 94-97.
9. ↑  Astérix de A à Z, p. 65-66.
10. 1 2 3 4  Astérix de A à Z, p. 15.
11. ↑  Astérix de A à Z, p. 91.
12. ↑  Astérix de A à Z, p. 59.
13. ↑  Astérix de A à Z, p. 72-75.
14. ↑  Astérix de A à Z, p. 62.
15. 1 2  Astérix de A à Z, p. 17.
16. ↑  Astérix de A à Z, p. 130.
17. ↑  Astérix de A à Z, p. 103.
18. 1 2 3  Astérix de A à Z, p. 104.
19. ↑  Astérix de A à Z, p. 57.
20. 1 2  Astérix de A à Z, p. 45.
21. ↑  Astérix de A à Z, p. 29
22. 1 2 3  Astérix de A à Z, p. 40-41.
23. 1 2 3 4 5 6  Astérix de A à Z, p. 55.

- Marie-Ange Guillaume et José-Louis Bocquet, Goscinny : Biographie, Paris, Actes sud, novembre 1997, 289 p. (ISBN 978-2-7427-1472-8, BNF 36192773)

1. ↑  Goscinny : Biographie, p. 114.
2. ↑  Goscinny : Biographie, p. 115.
3. ↑  Goscinny : Biographie, p. 116.
4. ↑  Goscinny : Biographie, p. 119.
5. ↑  Goscinny : Biographie, p. 120.

- Collectif, « Astérix l'irréductible », Le Figaro, no 21 Hors-série,‎ octobre 2005, p. 130 (ISSN 0182-5852)

1. ↑  Le Figaro : Astérix l'irréductible, p. 23.
2. ↑  Le Figaro : Astérix l'irréductible, p. 22.
3. ↑  Le Figaro : Astérix l'irréductible, p. 24.
4. ↑  Le Figaro : Astérix l'irréductible, p. 25.
5. ↑  Le Figaro : Astérix l'irréductible, p. 26.
6. ↑  Le Figaro : Astérix l'irréductible, p. 27.
7. ↑  Le Figaro : Astérix l'irréductible, p. 29.
8. ↑  Le Figaro : Astérix l'irréductible, p. 30.
9. ↑  Le Figaro : Astérix l'irréductible, p. 32.
10. ↑  Le Figaro : Astérix l'irréductible, p. 33.
11. ↑  Le Figaro : Astérix l'irréductible, p. 34.
12. ↑  Le Figaro : Astérix l'irréductible, p. 35.
13. ↑  Le Figaro : Astérix l'irréductible, p. 39.
14. ↑  Le Figaro : Astérix l'irréductible, p. 36.
15. ↑  Le Figaro : Astérix l'irréductible, p. 37.
16. ↑  Le Figaro : Astérix l'irréductible, p. 38.
17. ↑  Le Figaro : Astérix l'irréductible, p. 40.
18. ↑  Le Figaro : Astérix l'irréductible, p. 41.
19. ↑  Le Figaro : Astérix l'irréductible, p. 42.
20. ↑  Le Figaro : Astérix l'irréductible, p. 43.
21. ↑  Le Figaro : Astérix l'irréductible, p. 44.
22. ↑  Le Figaro : Astérix l'irréductible, p. 45.
23. ↑  Le Figaro : Astérix l'irréductible, p. 46.
24. ↑  Le Figaro : Astérix l'irréductible, p. 47.
25. ↑  Le Figaro : Astérix l'irréductible, p. 48.
26. 1 2  Le Figaro : Astérix l'irréductible, p. 49.
27. ↑  Le Figaro : Astérix l'irréductible, p. 51.
28. ↑  Le Figaro : Astérix l'irréductible, p. 56-57
29. ↑  Le Figaro : Astérix l'irréductible, p. 59

- Collectif, « Astérix a 50 ans ! Les secrets de la potion magique », Beaux Arts, hors série, no 7,‎ novembre 2009, p. 130

1. 1 2  Astérix a 50 ans ! Les secrets de la potion magique, p. 50
2. ↑  Astérix a 50 ans ! Les secrets de la potion magique, p. 51
3. 1 2  Astérix a 50 ans ! Les secrets de la potion magique, p. 47
4. ↑  Astérix a 50 ans ! Les secrets de la potion magique, p. 52
5. ↑  Astérix a 50 ans ! Les secrets de la potion magique, p. 54
6. ↑  Astérix a 50 ans ! Les secrets de la potion magique, p. 57

- Olivier Andrieu (préf. Anne Goscinny), Le Livre d'Astérix le Gaulois, Paris, Éditions Albert René, 1999, 144 p., 23 cm x 32 cm (ISBN 978-2-86497-133-7, BNF 37086215)

1. ↑  Le Livre d'Astérix le Gaulois, p. 14
2. ↑  Le Livre d'Astérix le Gaulois, p. 20.
3. ↑  Le Livre d'Astérix le Gaulois, p. 84.
4. ↑  Le Livre d'Astérix le Gaulois, p. 39

- Nicolas Rouvière, Astérix ou les lumières de la civilisation, Vendôme, PUF, janvier 2006, 228 p. (ISBN 978-2-13-055265-9, BNF 40090103)

1. ↑  Astérix ou les lumières de la civilisation, p. 148.
2. ↑  Astérix ou les lumières de la civilisation, p. 58-59
3. ↑  Astérix ou les lumières de la civilisation, p. 59-60
4. ↑  Astérix ou les lumières de la civilisation, p. 60

- Nicolas Rouvière, Astérix ou la parodie des identités, Paris, Flammarion, coll. « Champs » (no 763), janvier 2008, 337 p. (ISBN 978-2-08-120926-8, BNF 41193743)

1. 1 2  Astérix ou la parodie des identités, p. 112-113.
2. ↑  Astérix ou la parodie des identités, p. 114.
3. ↑  Astérix ou la parodie des identités, p. 115-116.
4. ↑  Astérix ou la parodie des identités, p. 137.
5. ↑  Astérix ou la parodie des identités, p. 138.
6. ↑  Astérix ou la parodie des identités, p. 139.
7. ↑  Astérix ou la parodie des identités, p. 140.
8. ↑  Astérix ou la parodie des identités, p. 141.
9. ↑  Astérix ou la parodie des identités, p. 145.
10. ↑  Astérix ou la parodie des identités, p. 119.
11. 1 2  Astérix ou la parodie des identités, p. 120.
12. ↑  Astérix ou la parodie des identités, p. 115.
13. 1 2  Astérix ou la parodie des identités, p. 121.
14. ↑  Astérix ou la parodie des identités, p. 122.
15. ↑  Astérix ou la parodie des identités, p. 157.
16. ↑  Astérix ou la parodie des identités, p. 159.
17. ↑  Astérix ou la parodie des identités, p. 158.
18. ↑  Astérix ou la parodie des identités, p. 67.
19. ↑  Astérix ou la parodie des identités, p. 88.
20. ↑  Astérix ou la parodie des identités, p. 86.
21. ↑  Astérix ou la parodie des identités, p. 87.

#### Site officiel Astérix
- « Astérix »

1. ↑  « Les Aventures d'Astérix le Gaulois - Album 2 - La Serpe d'or » (consulté le 3 janvier 2015).
2. ↑  « Les Aventures d'Astérix le Gaulois - Album 1 - Astérix le Gaulois » (consulté le 3 janvier 2015).
3. ↑  « Les Aventures d'Astérix le Gaulois - Album 3 - Astérix et les Goths » (consulté le 3 janvier 2015).
4. ↑  « Les Aventures d'Astérix le Gaulois - Album 4 - Astérix gladiateur » (consulté le 3 janvier 2015).
5. ↑  « Les Aventures d'Astérix le Gaulois - Album 5 - Tour de Gaule d'Astérix » (consulté le 3 janvier 2015).
6. ↑  « Les Aventures d'Astérix le Gaulois - Album 8 - Astérix chez les Bretons » (consulté le 3 janvier 2015).
7. ↑  « Les Aventures d'Astérix le Gaulois - Album 11 - Le Bouclier arverne » (consulté le 3 janvier 2015).
8. ↑  « Les Aventures d'Astérix le Gaulois - Album 16 - Astérix chez les Helvètes » (consulté le 3 janvier 2015).
9. ↑  « Les Aventures d'Astérix le Gaulois - Album 19 - Le Devin » (consulté le 3 janvier 2015).
10. ↑  « Les Aventures d'Astérix le Gaulois - Album 20 - Astérix en Corse » (consulté le 3 janvier 2015).
11. ↑  « Les Aventures d'Astérix le Gaulois - Album 21 - Le Cadeau de César » (consulté le 10 janvier 2015).
12. ↑  « Les Aventures d'Astérix le Gaulois - Album 25 - Le Grand Fossé » (consulté le 10 janvier 2015).
13. ↑  « Les Aventures d'Astérix le Gaulois - Album 27 - Le Fils d'Astérix » (consulté le 10 janvier 2015).
14. ↑  « Les Aventures d'Astérix le Gaulois - Album 34 - L'anniversaire d'Astérix et Obélix - Le Livre d'or » (consulté le 10 janvier 2015).

#### Autres références
1. ↑  http://bdparadisio.com/scripts/ForItems.cfm?IdSubject=0721124134
2. ↑  Le phénomène Astérix, asterix40.com
3. ↑  « Éditions Albert-René - Hachette » [archive du 19 septembre 2017], sur hachette.com (consulté le 30 juillet 2017)
4. ↑  « Le prochain Astérix s’appellera La Fille de Vercingétorix », Le Figaro,‎ 10 avril 2019 (lire en ligne , consulté le 4 septembre 2020).
5. ↑  René Goscinny et Albert Uderzo, Astérix chez les Belges, Paris, Hachette Livre, 1979, 48 p. (ISBN 978-2-01-210156-2).
6. ↑  Pierre Godon, « Pourquoi le nouvel Astérix sera meilleur qu'"Astérix chez les Pictes" », France Télévisions, 2 avril 2015 (consulté le 6 mars 2016).
7. ↑  « Le 36e « Astérix » s'appellera « le Papyrus de César » », sur Le Parisien.fr, 1er avril 2015 (consulté le 6 mars 2016).
8. ↑  Gilles Farina-Vallé, « Henri Salvador - Faut rigoler, la chanson qui inspirera Asterix », sur Melody, 28 septembre 2022.
9. ↑  « Iznogoud arrive », Le Journal du dimanche,‎ 20 octobre 1974.
10. ↑  Site du journal le Figaro, page Culture article "les 50 secrets d'Astérix, consulté le 30 janvier 2019
11. 1 2 3 4 5 6 7 8 9 10 11  Maximilien Pierrette, « Box-office : le million pour Astérix - Le Domaine des Dieux », sur allocine.fr, Allociné, 8 décembre 2014 (consulté le 28 décembre 2014).
12. ↑  Véronique Maurus, « Feuilleton d'été », sur Le Monde, 4 septembre 2010 (consulté le 10 janvier 2015).
13. ↑  Jérôme Dupuis et Tristan Savin, « L'irréductible Goscinny », sur L'Express, 31 octobre 2007 (consulté le 10 janvier 2007).
14. ↑  Jérémi Michaux, « Le gag raté de Goscinny : Mourir d'un arrêt du cœur chez son cardiologue », sur sciencesetavenir.fr, Sciences et Avenir, 8 novembre 2012 (consulté le 10 janvier 2015).
15. ↑  Mathieu Lindon, « Un nouvel album piloté par Uderzo en manque d'inspiration », sur libération.fr, Libération, 11 octobre 1996 (consulté le 10 janvier 2015).
16. ↑  Ange-Dominique Bouzet, « Le film de Claude Zidi sort aujourd'hui », sur Libération, 3 février 1999 (consulté le 5 février 2015).
17. ↑  « Mais où sont donc passés Astérix et Obélix ? », sur Le Figaro, 28 janvier 2008 (consulté le 5 février 2015).
18. ↑  Olivier Séguret, « Astérix, amuse gaule », sur Libération, 16 octobre 2012 (consulté le 5 février 2015).
19. ↑  Astérix change de couleurs, La Libre, 05-12-2006
20. ↑  Olivier Delcroix, « 50 « bougix » pour Astérix et Obélix », sur Le Figaro, 29 octobre 2009 (consulté le 10 janvier 2015).
21. ↑  Frédéric Potet, « Uderzo : "Je pense avoir mérité un peu de repos" », sur Le Monde, 3 février 2013 (consulté le 16 janvier 2015).
22. ↑  Olivier Delcroix, « Jean-Yves Ferri va reprendre Astérix », sur Le Figaro, 26 septembre 2011 (consulté le 16 janvier 2015).
23. ↑  « Albert Uderzo : "Je ne veux pas laisser Astérix entre d'autres mains" », sur Le Parisien, 30 novembre 2018 : « Je valide leurs idées. Ils ne font rien sans mon accord. […] Je ne sais pas si le prochain album [en 2019] sera le dernier, mais je ne pense pas qu'il y en aura beaucoup après… Je ne veux pas laisser Astérix entre d'autres mains après ma disparition. Je n'ai pas envie de prendre le risque de tout fiche en l'air, de faire n'importe quoi pour de l'argent. »
24. 1 2  Quentin Girard, « « Astérix chez les Pictes », assurance tous risques », sur Libération, 24 octobre 2013 (consulté le 16 janvier 2015).
25. ↑  « Uderzo confie la potion magique d'Astérix avec le sourire », sur Le Point, 11 octobre 2013 (consulté le 16 janvier 2015).
26. ↑  « Astérix change encore de dessinateur », sur Le Figaro, 10 octobre 2012 (consulté le 16 janvier 2015).
27. ↑  Olivier Delcroix, « Astérix chez les Pictes : la potion écossaise », sur Le Figaro, 24 octobre 2013 (consulté le 16 janvier 2015).
28. ↑  Mathilde Doiezie, « Astérix chez les Pictes : « le succès de l'année » », sur Le Figaro, 5 novembre 2013 (consulté le 16 janvier 2015).
29. ↑  Fabrice Lhomme, Gérard Davet et Frédéric Potet, « Ça barde chez les Uderzo », sur Le Monde, 27 décembre 2013 (consulté le 16 janvier 2015).
30. 1 2  Magali Rangin, « Astérix: comment Astier a trouvé la recette de la potion magique », sur BFM TV, 26 novembre 2014 (consulté le 16 janvier 2015).
31. ↑  Franck Nouchi, « « Astérix, le Domaine des Dieux » : les Gaulois en 3Déix », sur Le Monde, 13 novembre 2014 (consulté le 16 janvier 2015).
32. ↑  « Le prochain album d'Astérix s'appelle "Le Papyrus de César" », sur L'Express.fr, L'Express, 31 mars 2015 (consulté le 31 mars 2015).
33. ↑  « Le nouvel album d’Astérix en cinq chiffres », sur Lemonde.fr, 19 octobre 2017 (consulté le 19 octobre 2017).
34. ↑  « Astérix : le prochain album aura pour titre "La Fille de Vercingétorix" », sur lejdd.fr (consulté le 10 avril 2019)
35. ↑  « "La fille de Vercingétorix" : voici le nom du 38e album d'Astérix », sur France Bleu, 10 avril 2019 (consulté le 10 avril 2019)
36. ↑  « Le prochain Astérix s’appellera La Fille de Vercingétorix », sur lefigaro.fr, 10 avril 2019 (consulté le 10 avril 2019)
37. ↑  « L'éditeur d'Astérix annonce la parution d'un album illustré inédit du Gaulois le 21 octobre », sur BFMTV (consulté le 26 septembre 2020)
38. ↑  « Le nouvel album d'Astérix, "Astérix et le Griffon", est sorti le 21 octobre », sur Franceinfo, 11 octobre 2021 (consulté le 11 octobre 2021)
39. ↑  « Découverte d’une ébauche d’histoire d’Astérix non achevée », Société Radio-Canada,‎ 3 octobre 2021 (lire en ligne, consulté le 17 octobre 2021).
40. ↑  « Fabcaro devient le nouveau scénariste des aventures d’Astérix », sur 20minutes.fr, 20 décembre 2022 (consulté le 20 décembre 2022)
41. ↑  Christophe Levent, « « On avait envie de les emmener au soleil » : Astérix et Obélix s’envolent au Portugal pour leur 41e album » , sur Le Parisien, 16 mars 2025 (consulté le 17 mars 2025)
42. ↑  voir explications dans Michèle Debrenne, « Les cours de français pour les historiens de l'université d'État de Novossibirsk », dans Olivier Bertrand et Isabelle Schaffner, Le français de spécialité : enjeux culturels et linguistiques, Éditions École Polytechnique, 2008 (ISBN 978-2-7302-1461-2, lire en ligne), p. 139
43. ↑  Album Le Bouclier arverne, 1968, page 12.
44. ↑  Album Le Combat des chefs, 1966, page 8.
45. ↑  Album Le Tour de Gaule d'Asterix, 1965, page 12.
46. ↑  Beaux Arts hors-série no 7 p. 90-93
47. ↑  Beaux Arts hors-série no 7 p. 84-87
48. ↑  Albert Uderzo, L'Odyssée d'Astérix, p. 21-25
49. ↑  Albert Uderzo, L'Odyssée d'Astérix, p. 27
50. ↑  Albert Uderzo, L'Odyssée d'Astérix, p. 36-38
51. ↑  Ivan Jahier et Isabelle Le Goff, L’enceinte des premier et second âges du Fer de La Fosse Touzé (Courseulles-sur Mer, Calvados) : Entre résidence aristocratique et place de collecte monumentale, Paris, Éditions de la Maison des sciences de l’homme, coll. « Documents d’archéologie française » (no 104), 2011 (ISBN 9782735120789, lire en ligne), Chapitre 2, L’habitat de l’âge du Fer
52. ↑  Catherine Bertho-Lavenir, « Pourquoi ces menhirs ? Les métamorphoses du mythe celtique : Astérix. Un mythe et ses figures », Ethnologie française nouvelle série, Presses universitaires de France, vol. 28, no 3,‎ juin-septembre 1998, p. 303-311
53. ↑  Jean-Claude Blanchet, « Le site protohistorique d'Acy-Romance (Ardennes) : Comptes rendus », Bulletin de La Société Préhistorique Française, vol. 90, no 2,‎ 1993, p. 123 (lire en ligne)
54. ↑  Michel Reddé, L'Armée romaine en Gaule, éditions Errance, 1996. p. 178-183.
55. ↑  A. Lefort et C. Marcigny, L’Occupation militaire romaine préaugustéenne du mont Castel à Port-en-Bessin-Huppain et Commes (Calvados), in. Reddé M. (dir.), Les Armées romaines en Gaule à l’époque républicaine, nouveaux témoignages archéologiques, coll. Bibracte 28, Bribracte éd., pp. 207-248, 2018. Lire en ligne
56. ↑  Pauline Duchêne, « Vaincre grâce à la ruse ? La première bataille de Bédriac », Bulletin de l'Association Guillaume Budé, vol. 2,‎ 2012, p. 113-131 (voir en particulier p. 120-123) (lire en ligne)
57. ↑  « Urderzo "Astérix ne peut pas être utilisé en politique", Journal de 20 heures de France 2 », sur YouTube / Archives INA, 28 avril 1998 (consulté le 26 mars 2020)
58. ↑  « La grosse gaffe de « la droite la plus bête du monde » », sur Libération, 29 avril 1998
59. ↑  Charlotte Rotman, « Où ranger politiquement nos icônes de la culture pop ? », Libération,‎ 27 janvier 2012 (lire en ligne, consulté le 4 septembre 2020).
60. ↑  « “Astérix détourne les clichés pour mieux s’en moquer” », sur francesoir.fr (consulté le 2 décembre 2018)
61. ↑  « Tintin est-il de gauche ? Astérix est-il de droite ? », sur lefigaro.fr, 26 janvier 2012 (consulté le 2 décembre 2018)
62. ↑  Nicolas Rouvière, Astérix ou la parodie des identités p. 92
63. 1 2  Nicolas Rouvière, Astérix ou la parodie des identités p. 99
64. ↑  Nicolas Rouvière, Astérix ou la parodie des identités p. 100
65. ↑  Nicolas Rouvière, Astérix ou la parodie des identités p. 89
66. ↑  Cyril Petit et Marie Quenet, « Les 20 secrets d'Astérix : Pourquoi‌ ‌Astérix‌ ‌s’appelle-t-il‌ ‌Astérix‌? », sur lejdd.fr, 21 septembre 2021 (consulté le 28 octobre 2021)
67. ↑  René Goscinny et Albert Uderzo, Astérix en Corse, Paris, Dargaud, 1973, 48 p. (ISBN 978-2-205-00694-0), p. 14.
68. ↑  Astérix in Britain, p. 51.
69. ↑  L'Odyssée d'Astérix, Page 21, case 1
70. 1 2 3  « Astérix », sur BDoubliées.com (consulté le 5 juillet 2012)
71. 1 2  Trésors de la bande dessinée : BDM, p. 127
72. ↑  https://www.bfmtv.com/people/bandes-dessinees/asterix-decouvrez-le-titre-et-la-couverture-du-41e-album_AN-202503160305.html
73. ↑  https://www.lesechos.fr/tech-medias/medias/asterix-de-retour-en-librairie-les-chiffres-fous-dune-bd-culte-1992402/
74. ↑  BD : comment Astérix a raté sa grande traversée vers les États-Unis, francetvinfo.fr
75. ↑  Astérix en Amérique, ou le voyage raté d’un grand Européen sur le site sudouest.fr
76. ↑  « Liste des 65 albums en dialecte », sur ehapa-comic-collection.de, 2009 (consulté le 17 novembre 2010)
77. ↑  Astérix en latin sur le site officiel
78. ↑  (en) « Asterix in Esperanto », sur Asterix around the world (consulté le 24 octobre 2021)
79. ↑  Nathalie Mayer, « Par Toutatis ! Albert Uderzo rejoint les astéroïdes Asterix, Obelix, Idefix et Panoramix », Futura Sciences,‎ 24 mars 2020 (lire en ligne, consulté le 18 février 2023).
80. ↑  (en) J. Szwedo, « Ordralfabetix sirophatanis gen. et sp. n.—the first Lophopidae from the Lowermost Eocene Oise amber, Paris Basin, France (Hemiptera: Fulgoromorpha) », Zootaxa, vol. 2822,‎ 2011, p. 52-60 (lire en ligne)
81. ↑  ERIC ERIC, « monnaie de paris partie 2 du programme », sur belle.epreuve.free.fr, 9 mai 2013 (consulté le 2 décembre 2018)
82. ↑  « euros valeurs de la république », sur Numismatiquement-Votre
83. ↑  « Timbre : Astérix », sur wikitimbres.fr (consulté le 14 avril 2023).
84. ↑  « Carnet 1729,Astérix Tous irréductibles, collection timbres France », sur philatelie91.fr (consulté le 14 avril 2023).
85. ↑  Bernard Le Lann, « Timbre de 2019 - carnet astérix tous timbrés ! tous irréductibles ! », sur phil-ouest.com (consulté le 14 avril 2023).
86. ↑  Sylvie Uderzo, Juste un maillon de la chaîne, 21 janvier 2013
87. ↑  Bruxelles : La folie Astérix, Actua BD, 23 septembre 2005
88. ↑  « Expositions / BnF - Site institutionnel », sur BnF - Site institutionnel (consulté le 4 septembre 2020).
89. ↑  Albert Uderzo indique que ce don a un lien avec les démêlés judiciaires qui l’opposent à sa fille Sylvie Uderzo : « Je préfère donner mes planches originales à des organismes comme la BnF ou les ¬répartir pour qu'elles profitent à des associations caritatives qui s'occupent de l'enfance malheureuse » explique ainsi Albert Uderzo (Albert Uderzo : « Non, je ne veux pas tuer Astérix », Le Figaro, 15 octobre 2013)
90. ↑  Potion magique à la BNF, Livres Hebdo, 14 mai 2013
91. ↑  Astérix : de nouvelles enchères avant une autre donation à la BnF, ActuaLitté, 2 octobre 2013
92. ↑  Astérix s'affiche à Bercy Village, Neuilly Journal, 11 septembre 2013
93. ↑  Astérix aux enchères le 25 septembre, par Toutatis, Les Échos, 9 septembre 2013
94. ↑  Voir aussi l'analyse de Sylvie Uderzo : Les planches d’automne s’envolent au printemps (19 mars 2014)
95. ↑  Astérix : de nouvelles enchères avant une autre donation à la BnF, Actua Litté, 2 octobre 2013
96. ↑  La première vente aux enchères de BD chez Christie's est un record, Le Nouvel Obs - BibliObs, 7 avril 2014
97. ↑  151 200 euros pour une planche d’Astérix, Le Revenu, 9 mai 2014
98. ↑  « Goscinny* Et Uderzo* / Gerard Calvi* - Astérix - Ils Chantent! », sur Discogs (consulté le 2 décembre 2018)
99. ↑  « Gerard Bourgeois et Jean Max Rivière "Le petit bal gaulois" » [vidéo], sur ina.fr (consulté le 4 septembre 2020).
100. ↑  « René Goscinny (1926-1977), auteur majeur pour art mineur », sur France Culture (consulté le 5 avril 2020).
101. ↑  « "Astérix et la Zizanie" d’après l’album de René Goscinny et Albert Uderzo », sur France Culture (consulté le 26 septembre 2020)
102. ↑  « Le Menhir d'or », sur Asterix.com (consulté le 1er mai 2025)
103. ↑  « Deux Romains en Gaule » , sur INA madelen (consulté le 26 février 2025)
104. ↑  Gaël Golhen, « Comment est née la mini-série Astérix d'Alain Chabat », Première,‎ 1er mai 2025 (lire en ligne, consulté le 2 avril 2025).
105. ↑  « Box office du film Astérix - Le Domaine Des Dieux », sur allocine.fr (consulté le 25 janvier 2015).
106. ↑  « Astérix - Le Secret de la Potion Magique (Asterix: The Secret of the Magic Potion) (2018) - JPBox-Office », sur www.jpbox-office.com (consulté le 24 mars 2020)-
107. ↑  « Les 50 secrets d'Astérix », sur lefigaro.fr (consulté le 30 juin 2015)
108. ↑  Louise Bernard et Alexis Patri, « Astérix s'associe à Reporters Sans Frontières pour défendre la liberté de la presse », Europe 1, 21 octobre 2023